# Arbúcies
Arbúcies és una vila i municipi de la comarca de la Selva. Se situa al fons d'una vall entre el Montseny i les Guilleries, per on s'escola la riera d'Arbúcies. Antigament, els seus habitants estaven dedicats sobretot a l'aprofitament dels recursos naturals de l'entorn, on dominen els boscos d'alzina, surera, castanyer, roure i faig. En l'actualitat, el poble viu de les empreses carrosseres i del comerç.

## Geografia física
- Llista de topònims d'Arbúcies (Orografia: muntanyes, serres, collades, indrets..; hidrografia: rius, fonts...; edificis: cases, masies, esglésies, etc).

Arbúcies està ubicada al mig de la vall d'Arbúcies, entre el Montseny i les Guilleries, per on passa la riera d'Arbúcies. Bona part del terme és del Parc Natural del Montseny. El punt més alt d'Arbúcies és la muntanya de les Agudes.

### Flora i fauna
Arreu d'Arbúcies neixen sobretot suros i algunes alzines, tot i que fa anys que hi ha plantacions de faig, castanyer i roure i per això es poden trobar llocs on el pi i el castanyer s'han escampat sense ajuda humana. A part d'aquestes espècies, n'hi ha moltes més a causa del desnivell del municipi.
A Arbúcies també han arribat els porcs senglars, que són els mamífers més característics. Hi ha molta varietat d'ocells i de peixos, entre els quals destaquen les truites. També s'hi poden trobar serps, entre d'altres l'escurçó, que és l'única serp verinosa que es troba a prop.

### Llista de muntanyes i serres
Les serres més destacables d'Arbúcies són:
| Nom                    | Cota màxima | Coordenades del cim               |
| ---------------------- | ----------- | --------------------------------- |
| Muntanya de Can Fonoll | 579,6       | 41° 49′ 35.09″ N, 2° 30′ 18.62″ E |
| Serra d'en Canaleta    | 669,0       | 41° 51′ 28.28″ N, 2° 32′ 58.26″ E |
| Carena de la Nespla    | 1.127,9     | 41° 48′ 39.41″ N, 2° 26′ 18.88″ E |
| Serra de Fogueres      | 497,2       | 41° 49′ 46.27″ N, 2° 31′ 5.267″ E |
| Serra de Malhivern     | 608,1       | 41° 48′ 50.36″ N, 2° 32′ 57.14″ E |
| Serra d'en Pere Bord   | 631,5       | 41° 50′ 15.49″ N, 2° 32′ 47.43″ E |
| El Vilà                | 841,1       | 41° 48′ 8.031″ N, 2° 28′ 52.31″ E |

Llista de les muntanyes més destacables d'Arbúcies:
| Nom                  | Cota màxima | Serralada           | Coordenades del cim               |
| -------------------- | ----------- | ------------------- | --------------------------------- |
| Les Agudes           | 1.705,5     | Massís del Montseny | 41° 47′ 22.03″ N, 2° 26′ 38.09″ E |
| Puig Arboç           | 934,7       | Massís del Montseny | 41° 49′ 5.569″ N, 2° 25′ 31.17″ E |
| Turó d'Arenys        | 1.115,8     | Massís del Montseny | 41° 47′ 47.67″ N, 2° 28′ 32.83″ E |
| Turó de la Brolla    | 778,4       | Massís del Montseny | 41° 49′ 52.06″ N, 2° 26′ 46.71″ E |
| Els Castellets       | 1.412,3     | Massís del Montseny | 41° 47′ 49.81″ N, 2° 26′ 36.03″ E |
| Turó dels Ginebrons  | 1.207,6     | Massís del Montseny | 41° 48′ 14.47″ N, 2° 25′ 42.38″ E |
| Turó de Mas Coll     | 824,7       | Guilleries          | 41° 51′ 11.73″ N, 2° 28′ 20.81″ E |
| Turó de Montcortal   | 652,5       | Guilleries          | 41° 49′ 45.94″ N, 2° 28′ 52.65″ E |
| Turó de Montfort     | 735,3       | Massís del Montseny | 41° 47′ 35.40″ N, 2° 30′ 36.71″ E |
| Turó de Montsoriu    | 633,7       | Massís del Montseny | 41° 46′ 58.58″ N, 2° 32′ 24.78″ E |
| Roca d'en Pla        | 903,7       | Guilleries          | 41° 52′ 13.16″ N, 2° 31′ 35.29″ E |
| Turó d'en Puig       | 916,2       | Guilleries          | 41° 51′ 37.15″ N, 2° 37′ 51.56″ E |
| Serrat de la Roquera | 900,6       | Massís del Montseny | 41° 50′ 56.36″ N, 2° 25′ 56.24″ E |
| Turó del Tàvec       | 807,4       | Guilleries          | 41° 51′ 37.33″ N, 2° 31′ 19.61″ E |
| Roca del Tintorer    | 652,4       | Massís del Montseny | 41° 49′ 58.69″ N, 2° 27′ 28.76″ E |
| Turó de la Tremoleda | 1.160,8     | Massís del Montseny | 41° 49′ 53.28″ N, 2° 24′ 42.34″ E |
| Turó dels Tudons     | 1.160,8     | Guilleries          | 41° 50′ 37.84″ N, 2° 30′ 18.40″ E |
| Turó de Vilanova     | 1.080,8     | Massís del Montseny | 41° 48′ 6.735″ N, 2° 28′ 3.271″ E |
| Turó de Vilarmau     | 1.074,3     | Massís del Montseny | 41° 50′ 1.636″ N, 2° 25′ 26.93″ E |
| Turó del Villaró     | 713,9       | Massís del Montseny | 41° 49′ 29.96″ N, 2° 26′ 30.12″ E |

### Hidrologia

Mapa dels rius més importants que passen per Arbúcies

Per Arbúcies hi passa la riera d'Arbúcies i hi ha un estany característic, la Bassa de la Farga.

#### Riera d'Arbúcies
Article principal: Riera d'Arbúcies
La Riera d'Arbúcies, un afluent del riu Tordera, travessa el poble. Aquest riu neix al Coll de Sant Marçal i rep les aigües de la riera Xica, la riera de la Pineda i de la riera de les truites. En el riu s'hi poden trobar una vintena d'ànecs situats entre el Pont del Carrer del Pont i el Pont Vermell a la part central del poble. El riu Tordera i la riera d'Arbúcies s'ajunten a Hostalric. Poc abans d'arribar al poble hi ha el Passeig Santiago Rusiñol, que és paral·lel a la riera i hi ha bancs per asseure's a l'ombra de la vegetació fluvial.

#### La bassa de la Farga
Article principal: Bassa de la Farga
La Bassa de la Farga és un estany natural modificat lleugerament pels humans. Tot i que no hi ha una hipòtesi segura, es creu que es diu "de la Farga" perquè al costat hi ha una ferreteria. A l'altre costat de la bassa hi ha un parc anomenat Parc dels arboços perquè antigament hi havia alguns arboços a part dels pins que encara es conserven.
La Farga del Roquer va ser una ferreteria de farga d'aram construïda entre 1846 i 1848 estigué en funcionament fins a l'any 1873, quan la inestabilitat provocada per la III Guerra Carlina impossibilità la continuació de les seves activitats. S'hi conserva una turbina del 1934 que feia funcionar a tots els mecanismes gràcies a l'aigua de la bassa. Encara que al principi era una farga d'aram la seva funció va canviar amb el temps a adoberia de pell, torneria i, finalment, un espai vinculat a la indústria carrossera.
L'edifici ha estat objecte d'una recent restauració, segons un projecte del Servei de Monuments de la Diputació de Girona, que ha comportat la recuperació d'algunes de les seves estructures.
Al 30 de juliol de 2011 es va inaugurar un museu satèl·lit del Museu Etnològic del Montseny anomenat La Farga del Roquer-Centre d'Interpretació de la Riera d'Arbúcies on es pot veure tot el funcionament de l'antiga farga. També es projecta La memòria de l'aigua que Lluís Soler interpreta Santiago Rusiñol ensenyant els usos passats de l'aigua a la Vall d'Arbúcies.

### Clima
El clima és de transició entre el mediterrani i el de muntanya, amb estius suaus i hiverns freds, amb precipitacions escasses i humitat alta. Les precipitacions màximes es produeixen durant els tres mesos de tardor. A l'hivern pot haver-hi dies amb precipitacions en forma de neu.
L'any 2010 les temperatures mitjanes van ser:

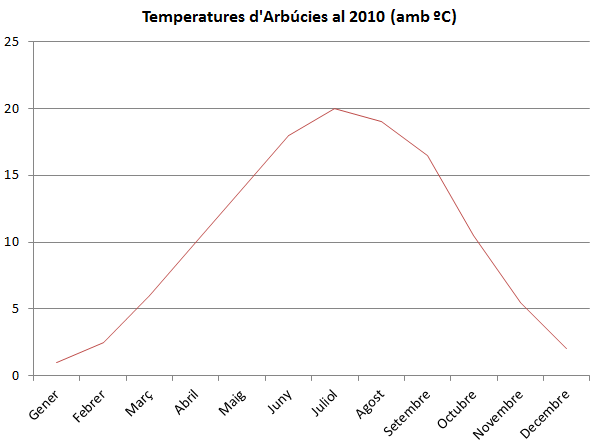
Temperatures mitjanes d'Arbúcies el 2010

| Mesos                      | gen | feb | mar | abr | mai | jun | jul | ago | set  | oct  | nov | des | Anual |
| Temperatures mitjanes (ºС) | 1   | 2,5 | 6   | 10  | 14  | 18  | 20  | 19  | 16,5 | 10,5 | 5,5 | 2   | 10,5  |
| -------------------------- | --- | --- | --- | --- | --- | --- | --- | --- | ---- | ---- | --- | --- | ----- |

### Límits
Arbúcies es troba al límit de la comarca de la Selva, per això es troba al costat de pobles d'altres comarques (Osona i Vallès Oriental). Al nord-oest (Espinelves) i a l'oest (Viladrau) amb Osona i al sud-oest (Montseny) amb el Vallès Oriental, la resta amb la Selva: nord amb Sant Hilari Sacalm, nord-est amb Santa Coloma de Farners, est amb Sant Feliu de Buixalleu i sud amb Riells i Viabrea.
Els límits del poble coincideixen amb els límits de la vall d'Arbúcies fent que llocs quedin dividits entre pobles com el Castell de Montsoriu (amb Sant Feliu de Buixalleu), les Agudes (amb Montseny i Fogars de Montclús) i la Petja de Sant Salvi (amb Santa Coloma de Farners).
| Espinelves                    | Sant Hilari Sacalm | Santa Coloma de Farners |
| Viladrau                      |                    | Sant Feliu de Buixalleu |
| Montseny i Fogars de Montclús | Riells i Viabrea   |                         |

### Llocs d'interès
Vegeu també: Llista de monuments d'Arbúcies

#### Joanet
Joanet és una entitat de població d'Arbúcies. És un lloc d'interès per l'església i la part antiga. Té 60 habitants en època de vacances d'estiu, però durant l'hivern ronda els 20. Té grans plantacions de diferents conreus i boscos, i s'hi fan rutes amb quads, motocicletes i bicis.

#### Sant Marçal de Montseny[5]
Article principal: Sant Marçal de Montseny

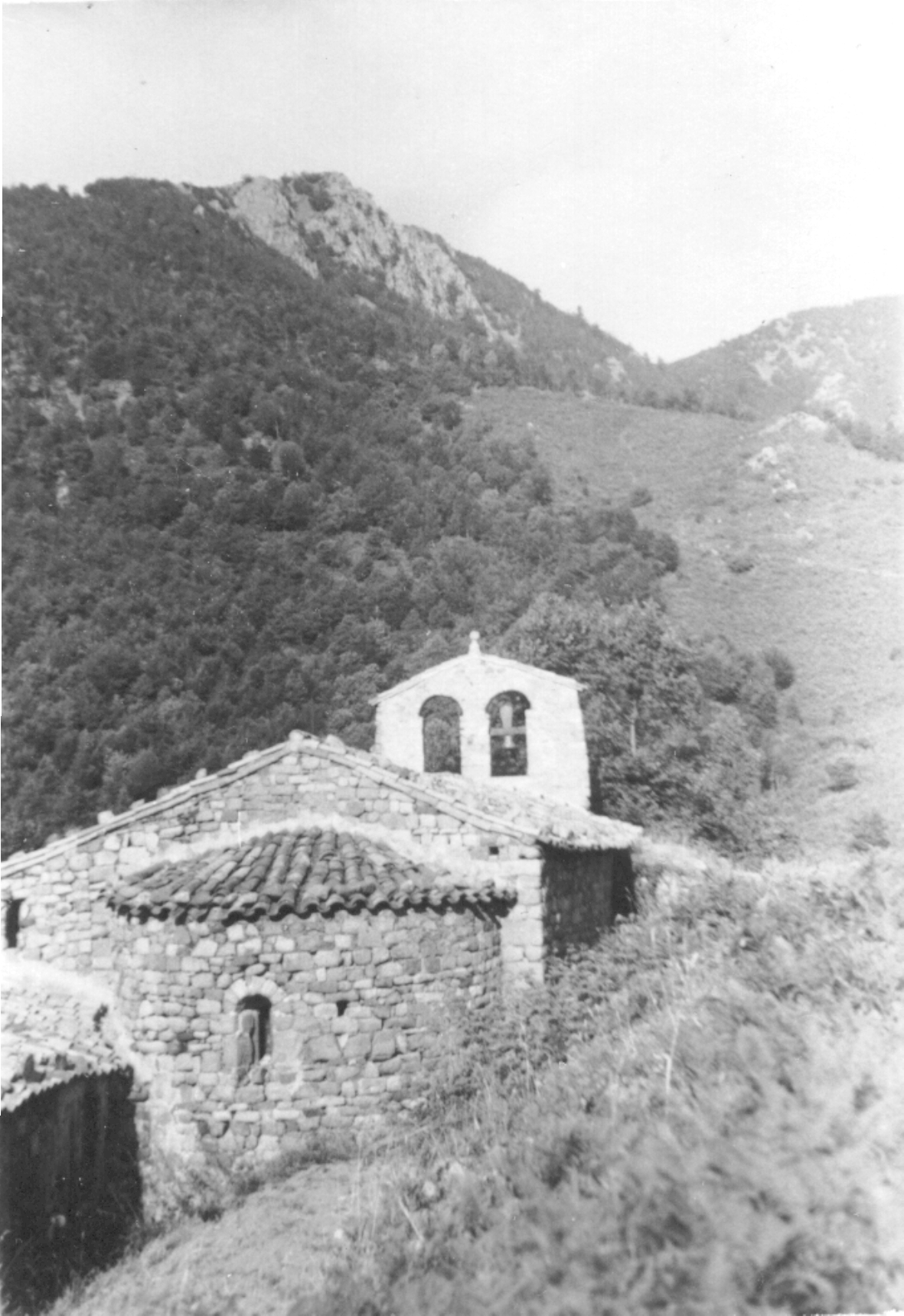
Sant Marçal de Montseny

Ermita romànica entre el municipi de Montseny al Vallès Oriental i Arbúcies a la Selva. Es troba a 1093 metres d'altitud, entre les Agudes i el Matagalls i prop de la font de la Tordera. Està en el punt de confrontació de les Comarques del Vallès Oriental, Osona i la Selva.

#### Castell de Montsoriu[1]

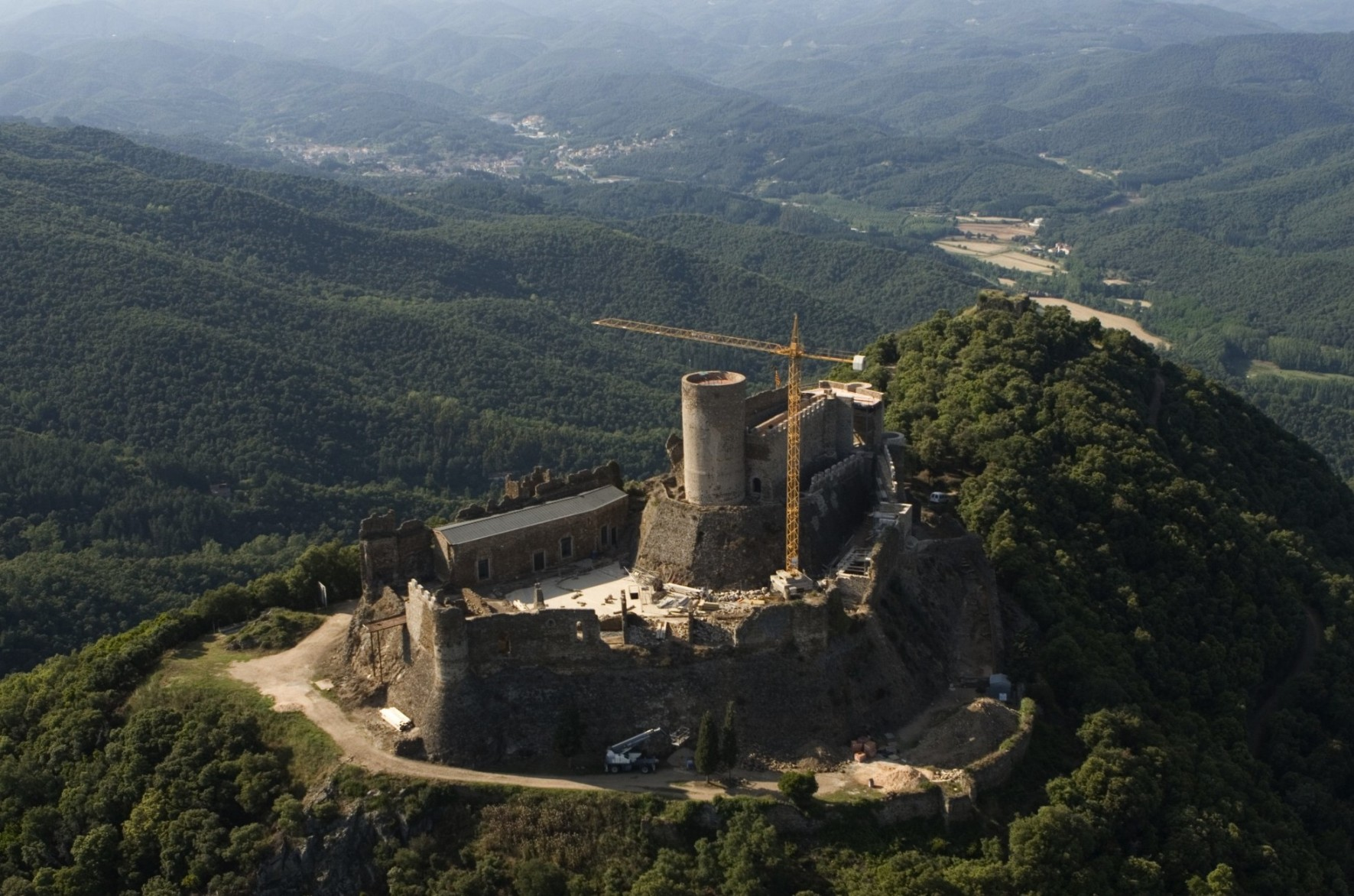
Castell de Montsoriu

El castell de Montsoriu està situat entre les poblacions d'Arbúcies, i Sant Feliu de Buixalleu a la comarca de La Selva i s'alça al damunt d'un turó de 650 metres d'altitud, actualment dins del Parc Natural del Montseny.

#### Museu Etnològic del Montseny La Gabella[17]
Article principal: Museu Etnològic del Montseny La Gabella
El Museu Etnològic del Montseny (MEMGA) és un Museu d'Arbúcies. Està situat en l'edifici anomenat La Gabella. El nom prové de la denominació donada a un antic impost que es cobrava sobre certs articles de primera necessitat i, per extensió, sembla que s'utilitzava per designar els magatzems on es guardaven aquests productes.

#### Altres
- Sant Cristòfol de Cerdans[16]
- Sant Pere Desplà[3]
- Santa Maria de Lliors[5][16]
- Centre Cultural Can Jornet[15]
- Jardí Dendrològic del Roquer[15]
- Arbre de la llibertat[16]
- La Feixa Llarga[16]
- Can Pons[16]
- El Vilar[5]
- Església de Sant Quirze i Santa Julita[5]
- El Molí de les Pipes[5]
- La Corbadora[5]
- El Regàs[5]
- Granja Royal[5]
- Casa de Vicenç Bosch[5]
- Taula dels Tres Bisbes[5]

#### Galeria

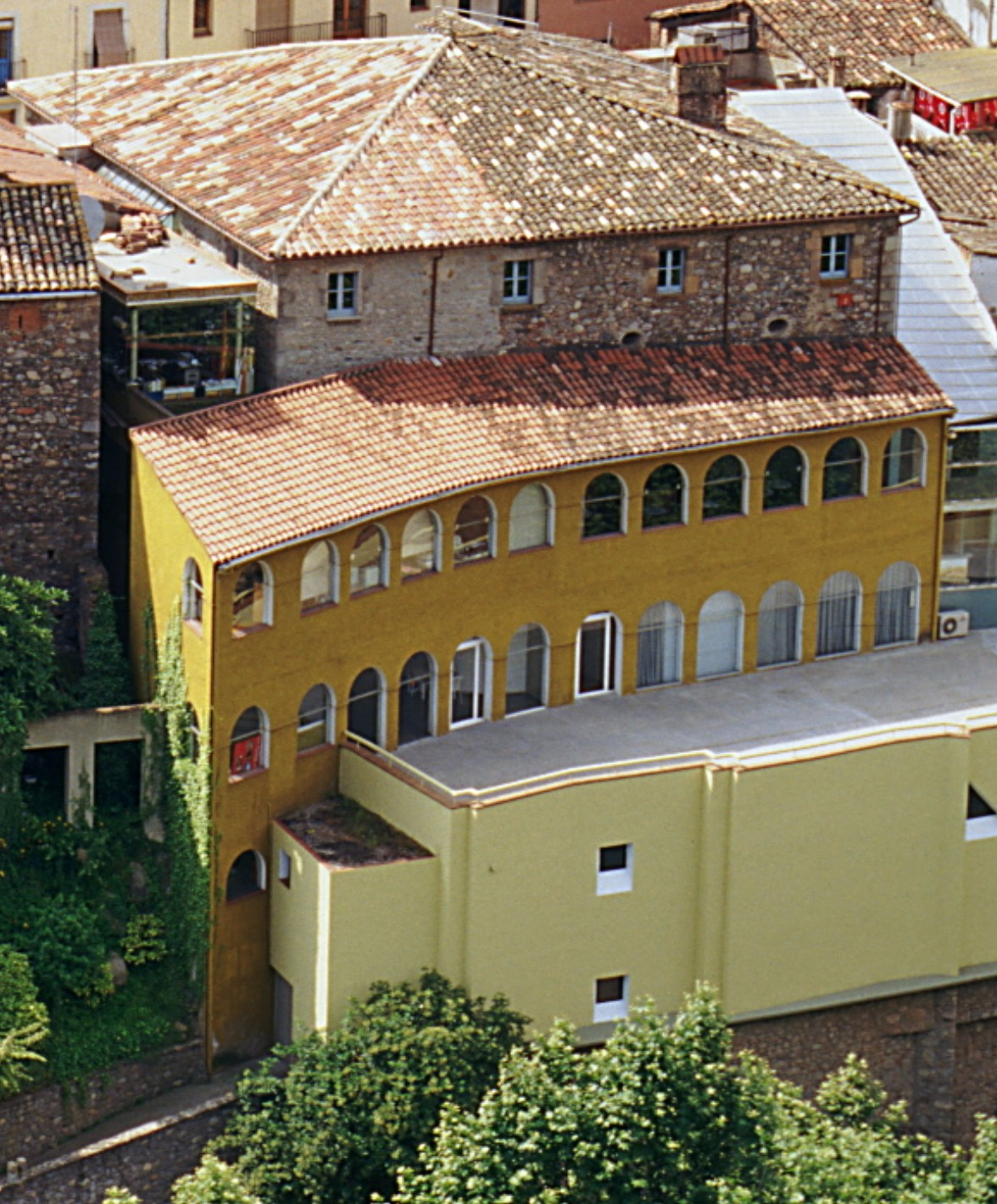
La Gabella
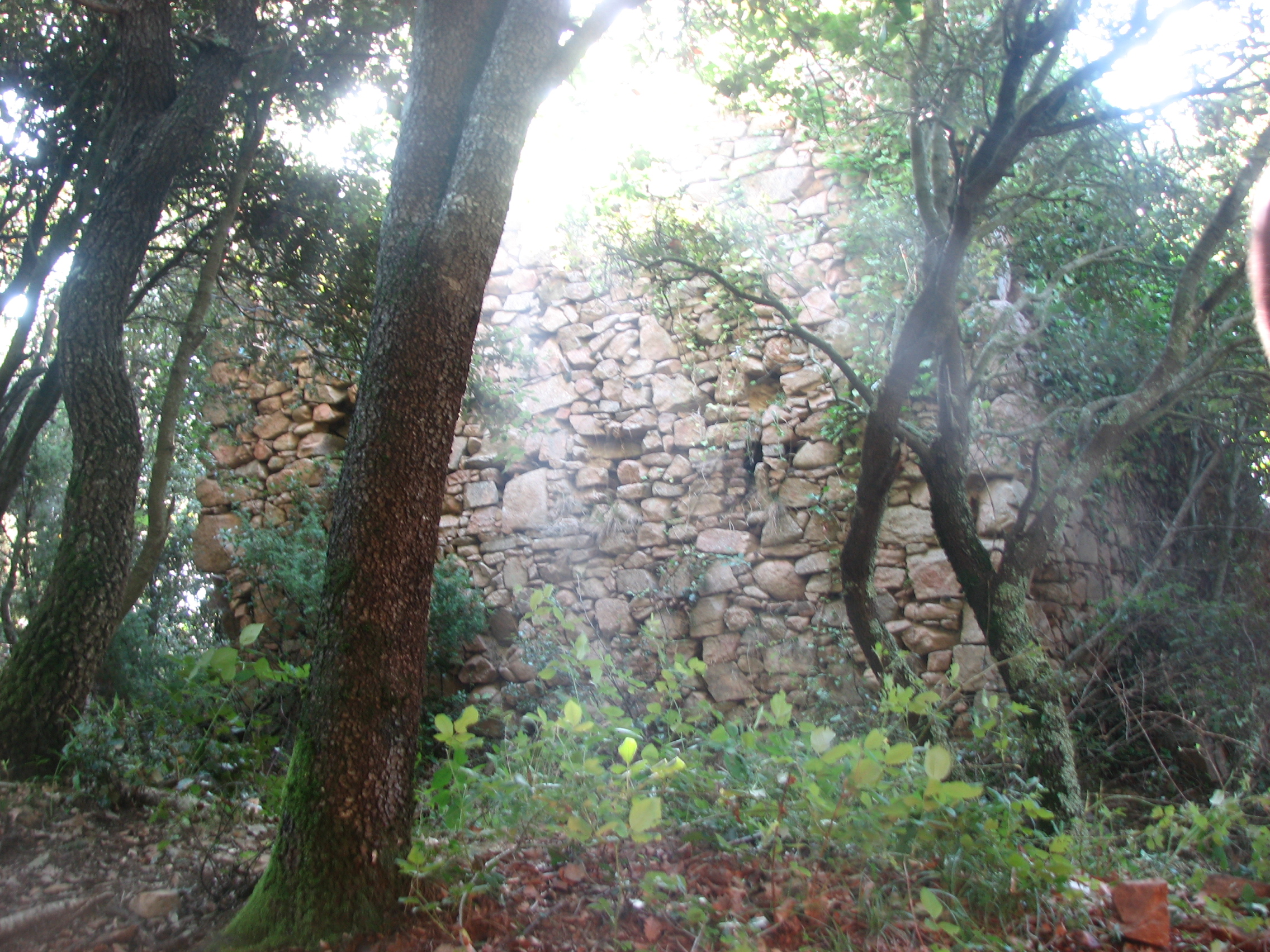
Torre de Vilarmau
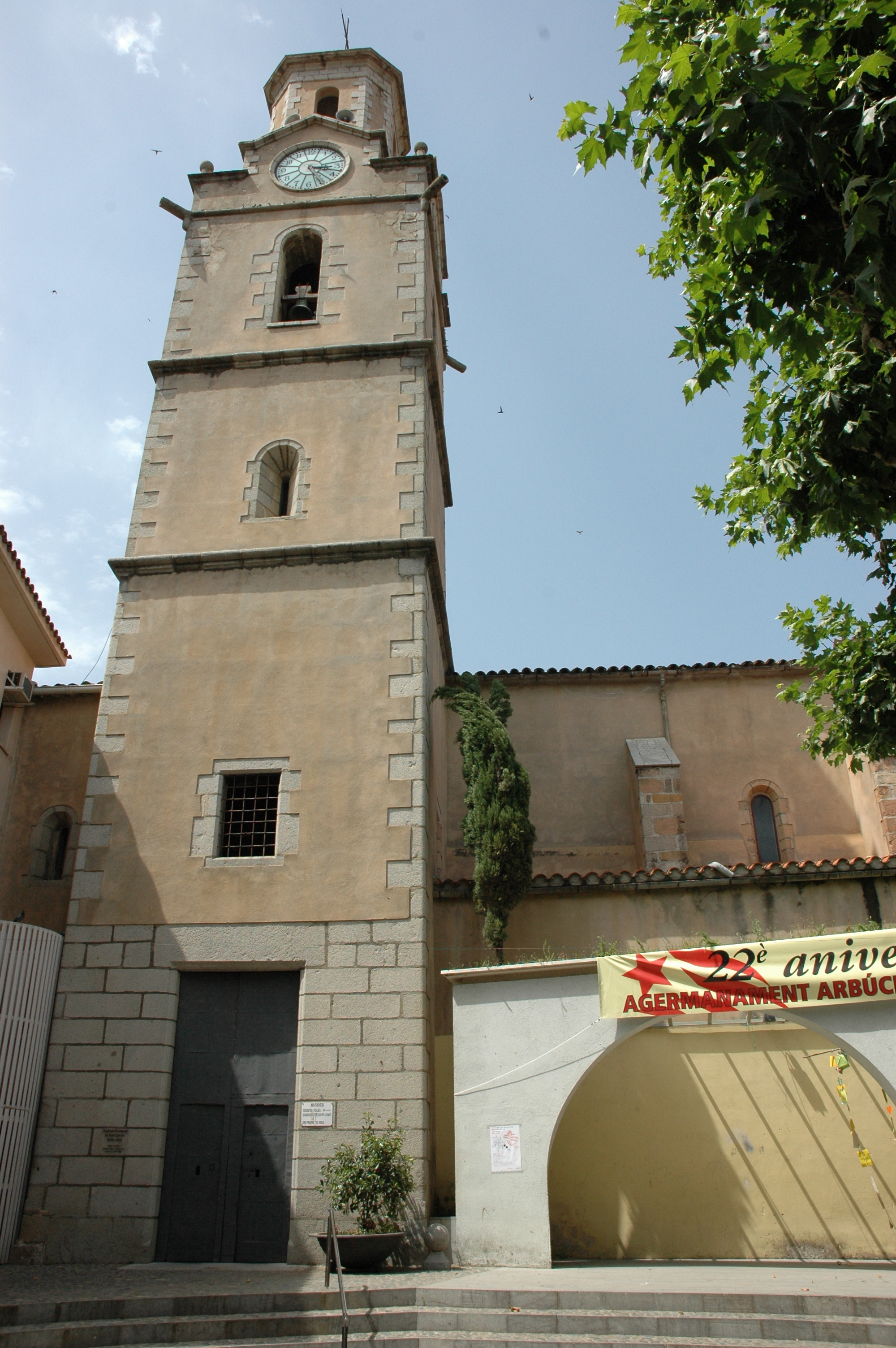
Església de Sant Quirze
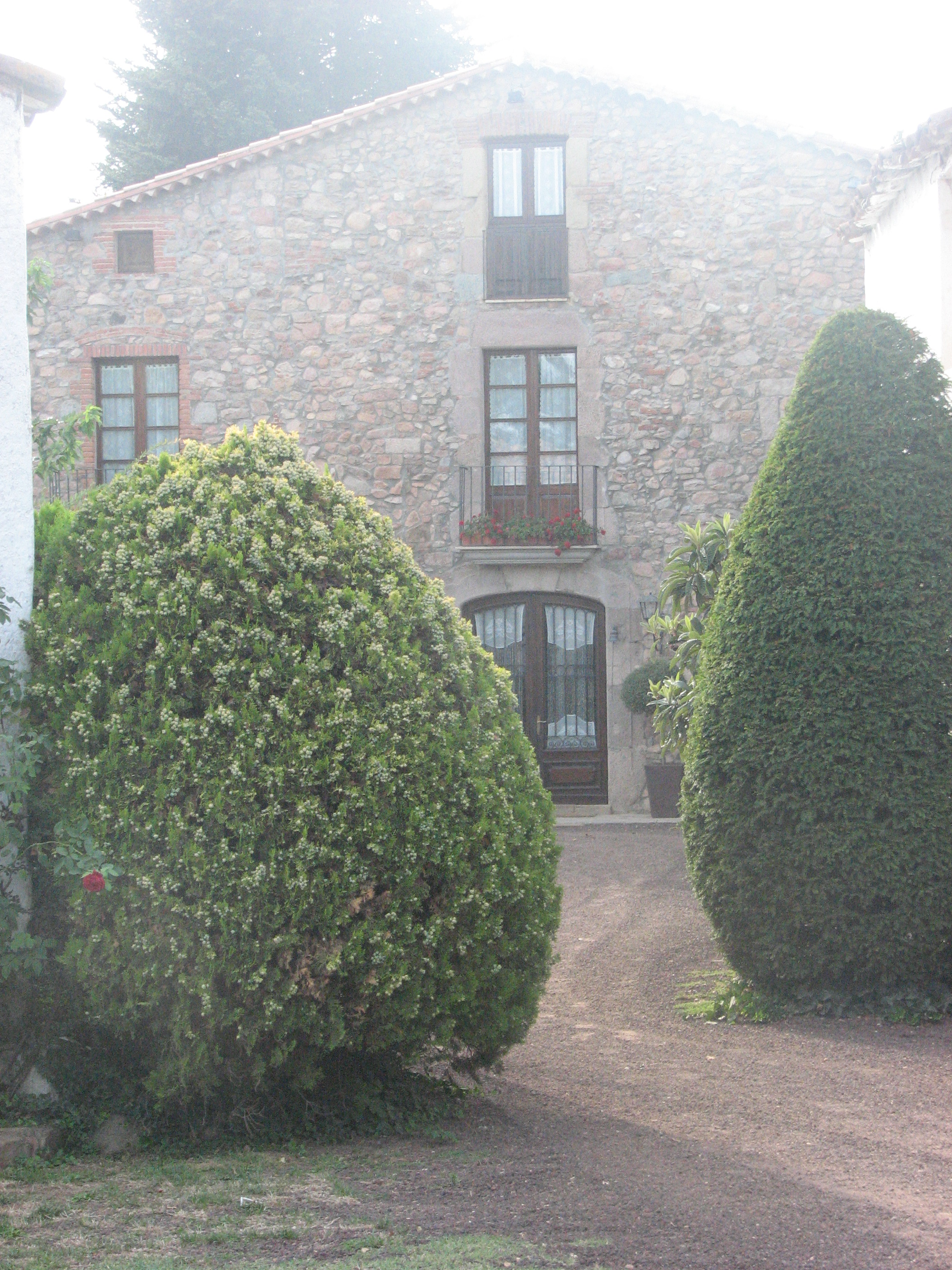
Can Ferrer
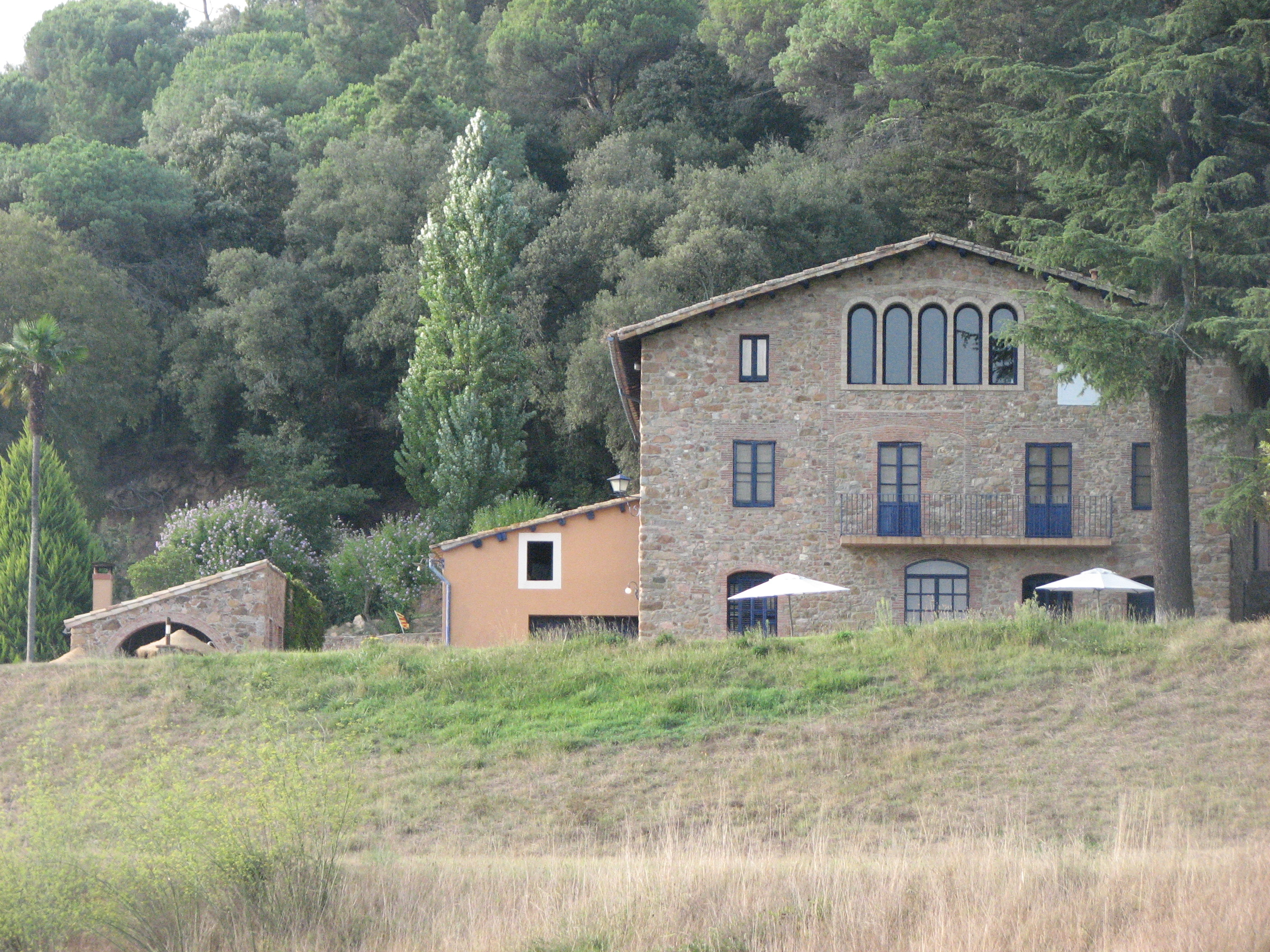
Can Riera de la Pineda
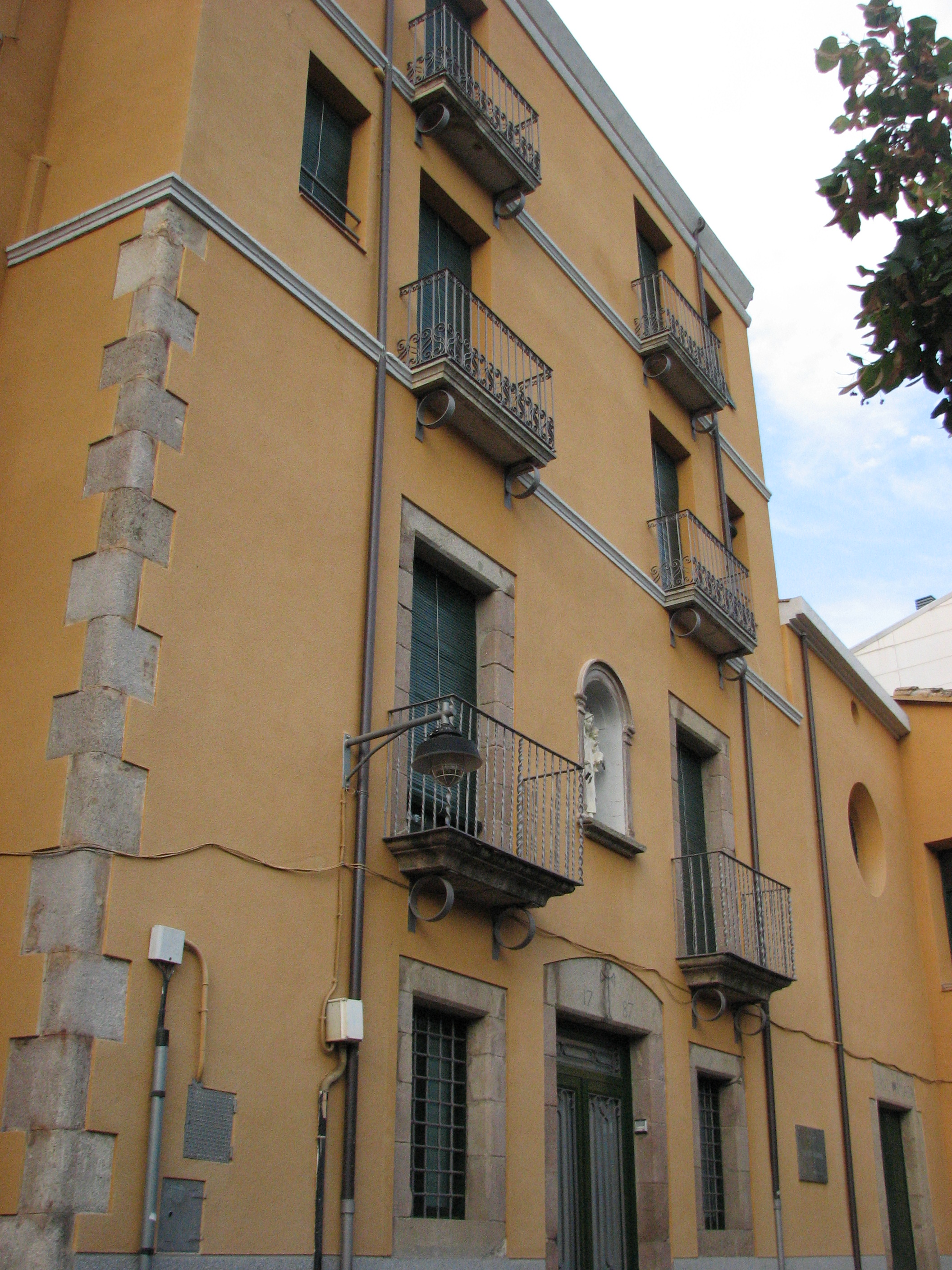
Col·legi Vedruna
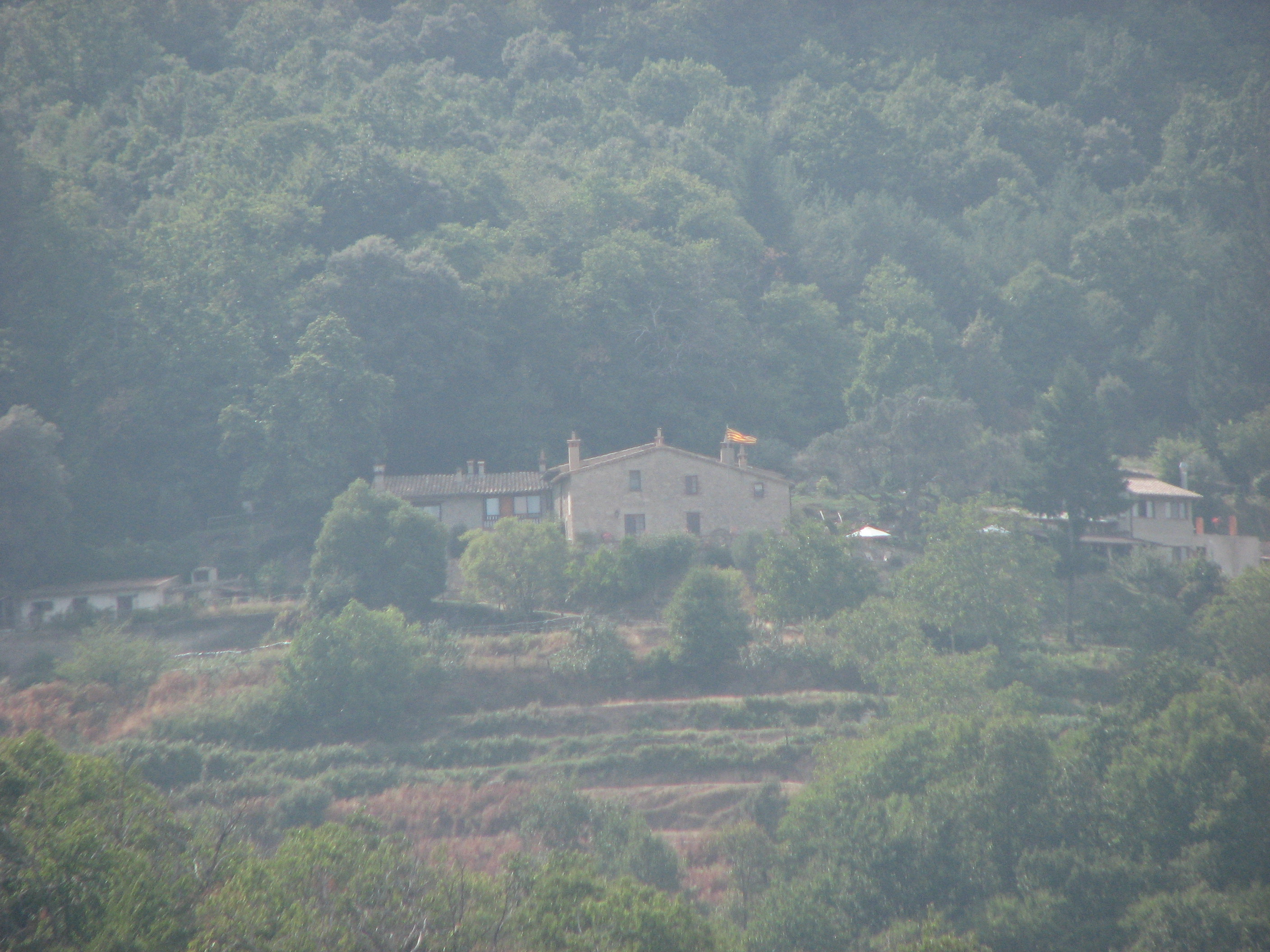
El Buixaus
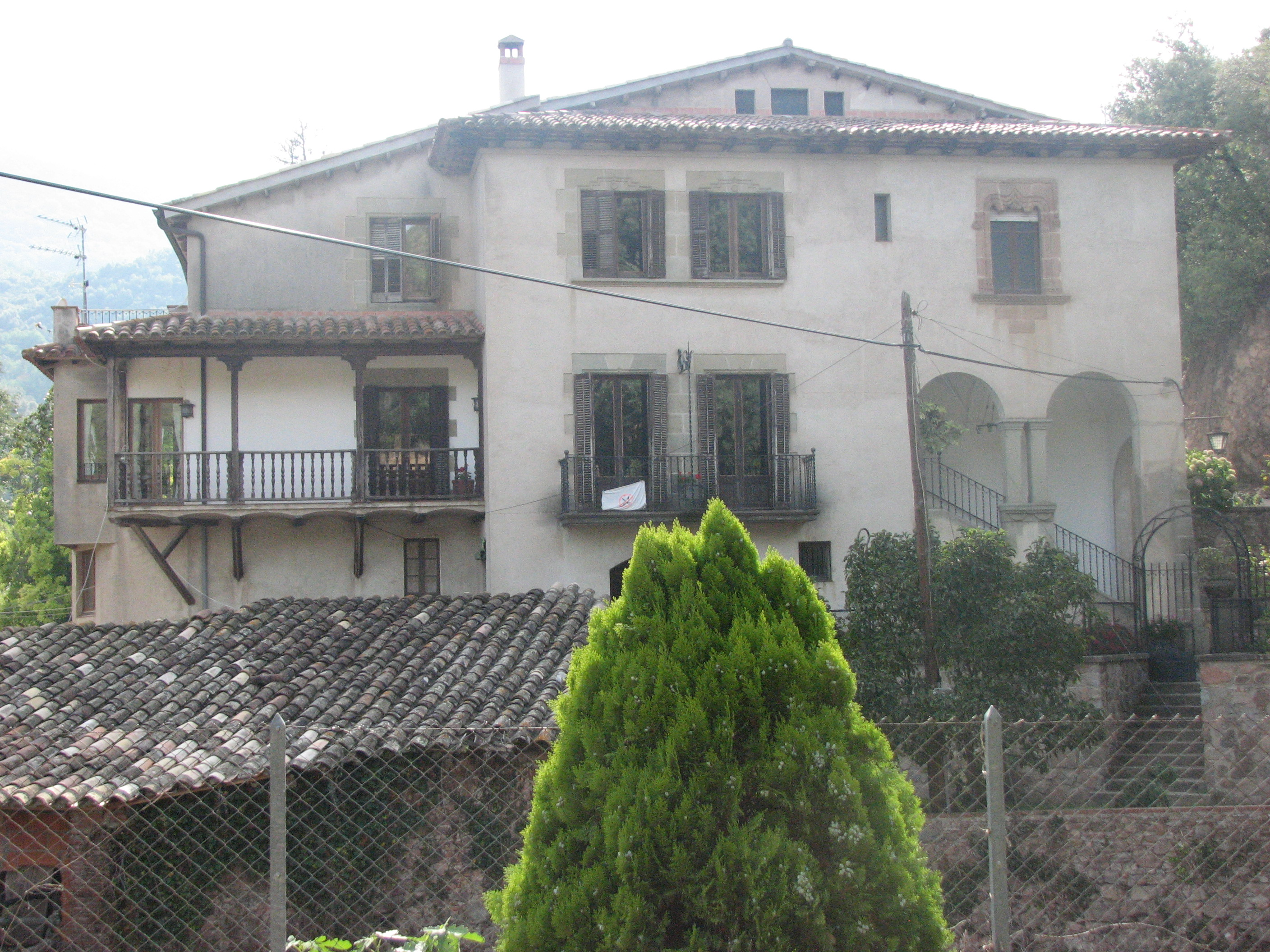
El Regàs
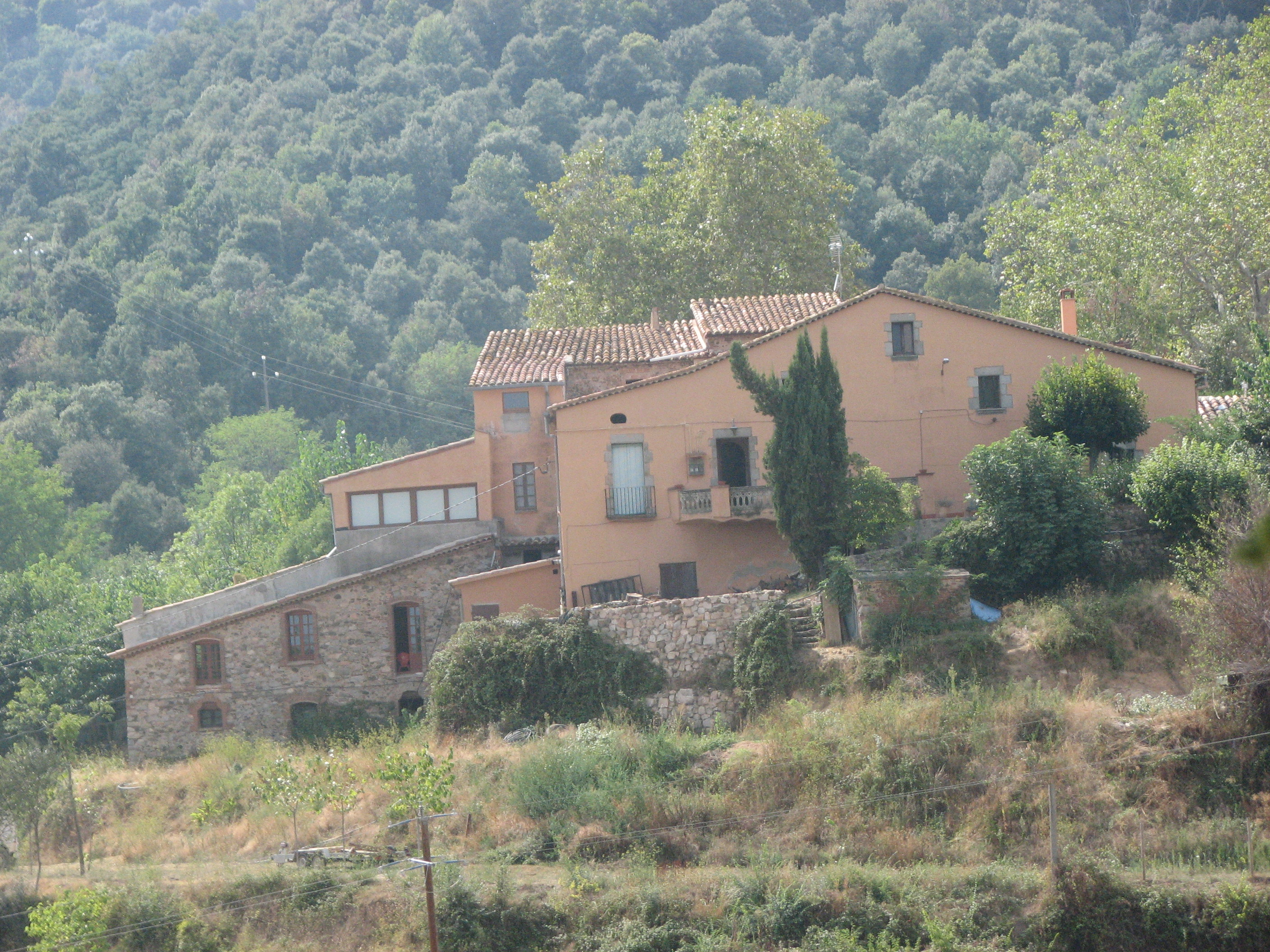
El Vidal
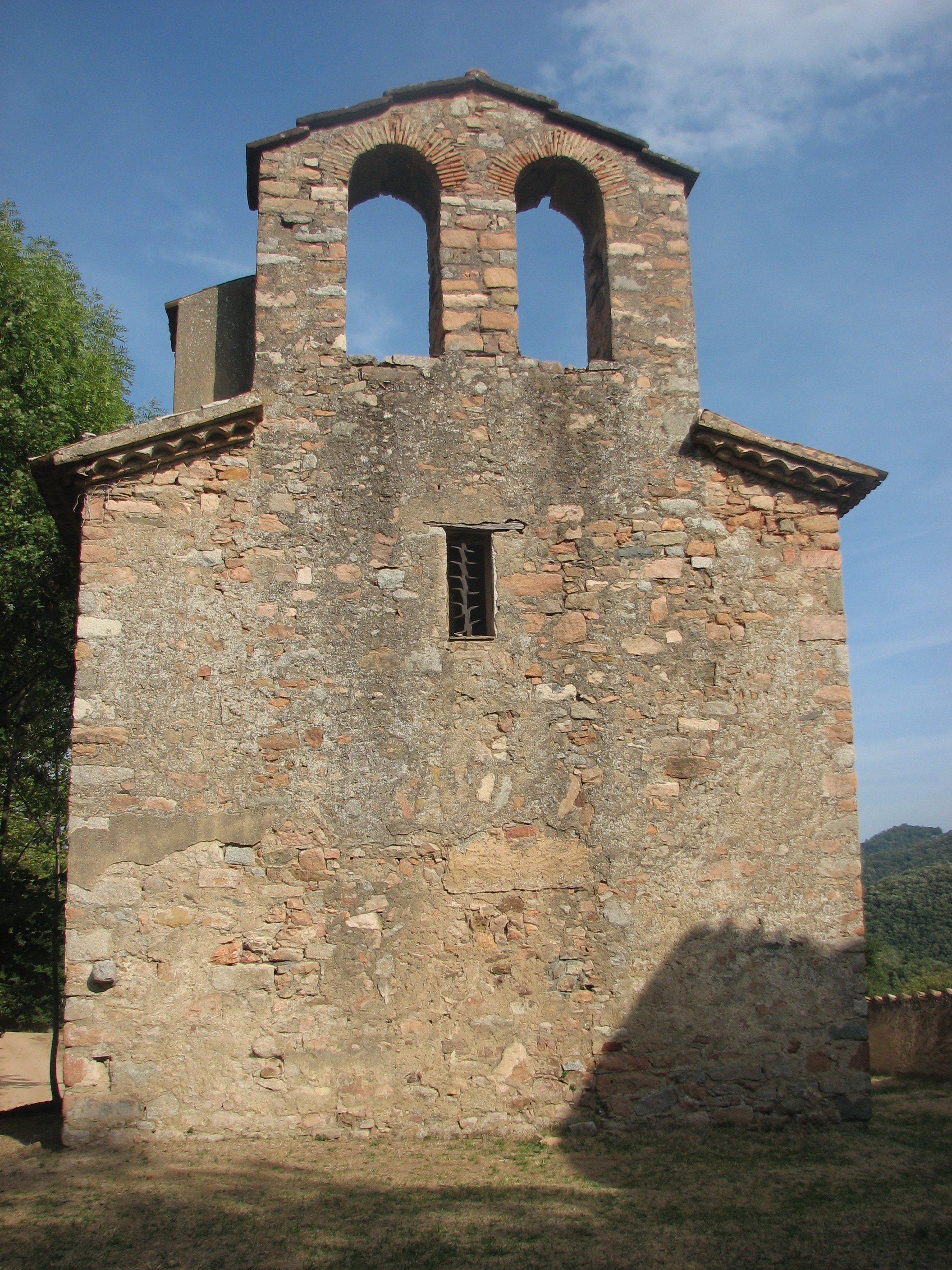
Església de Santa Maria de Liors
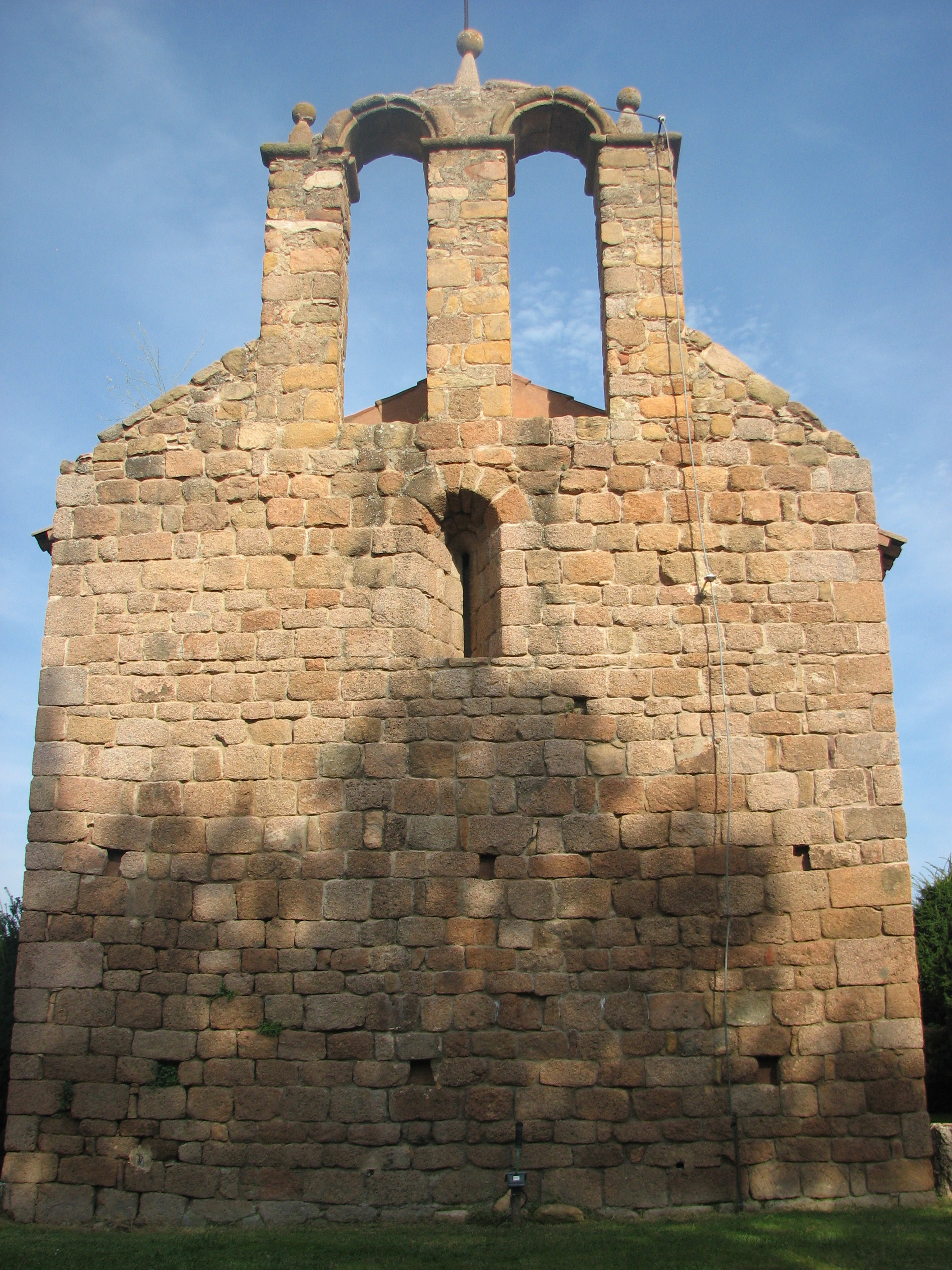
Església de Sant Pere Desplà
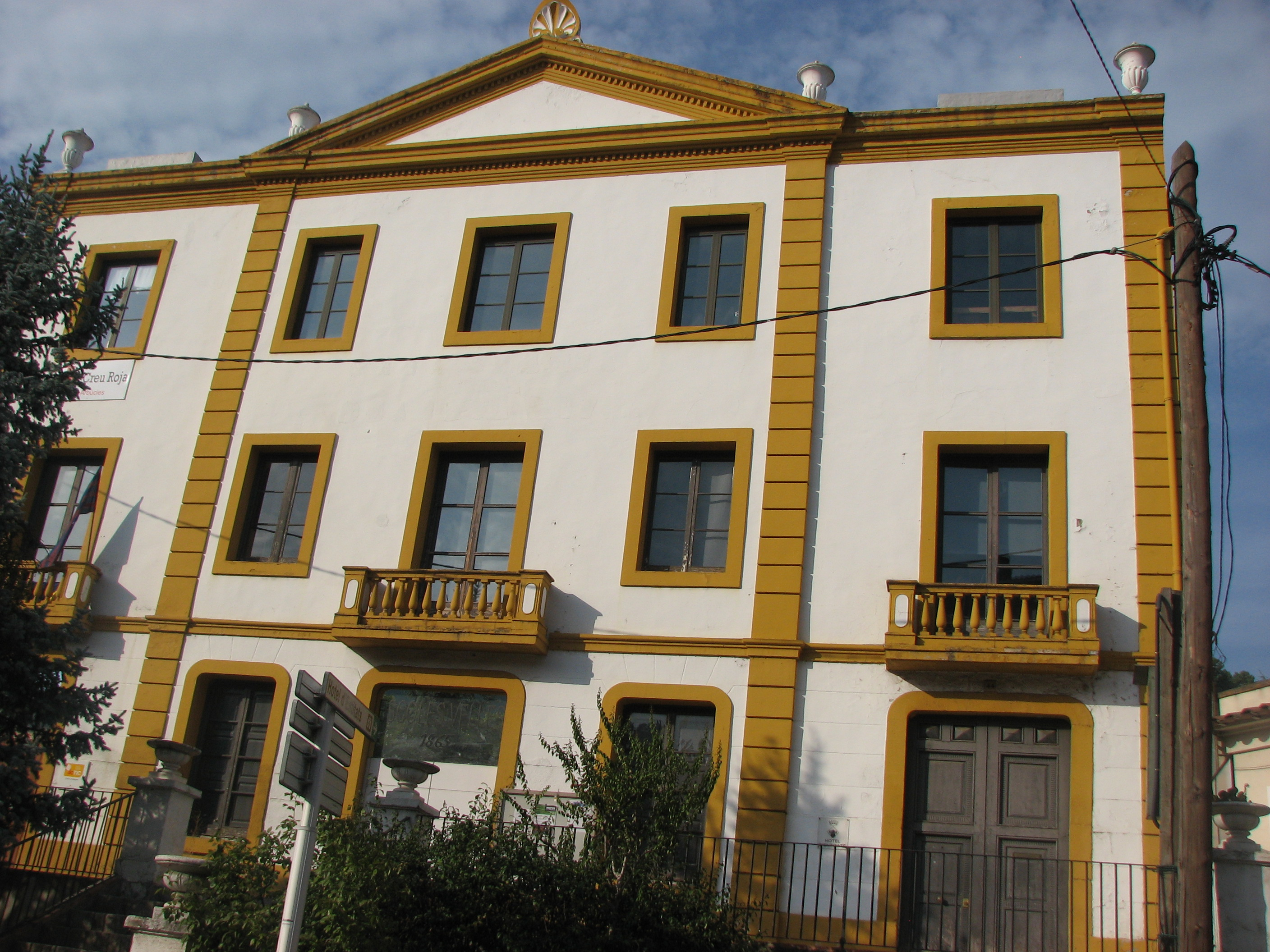
Hotel d'Entitats
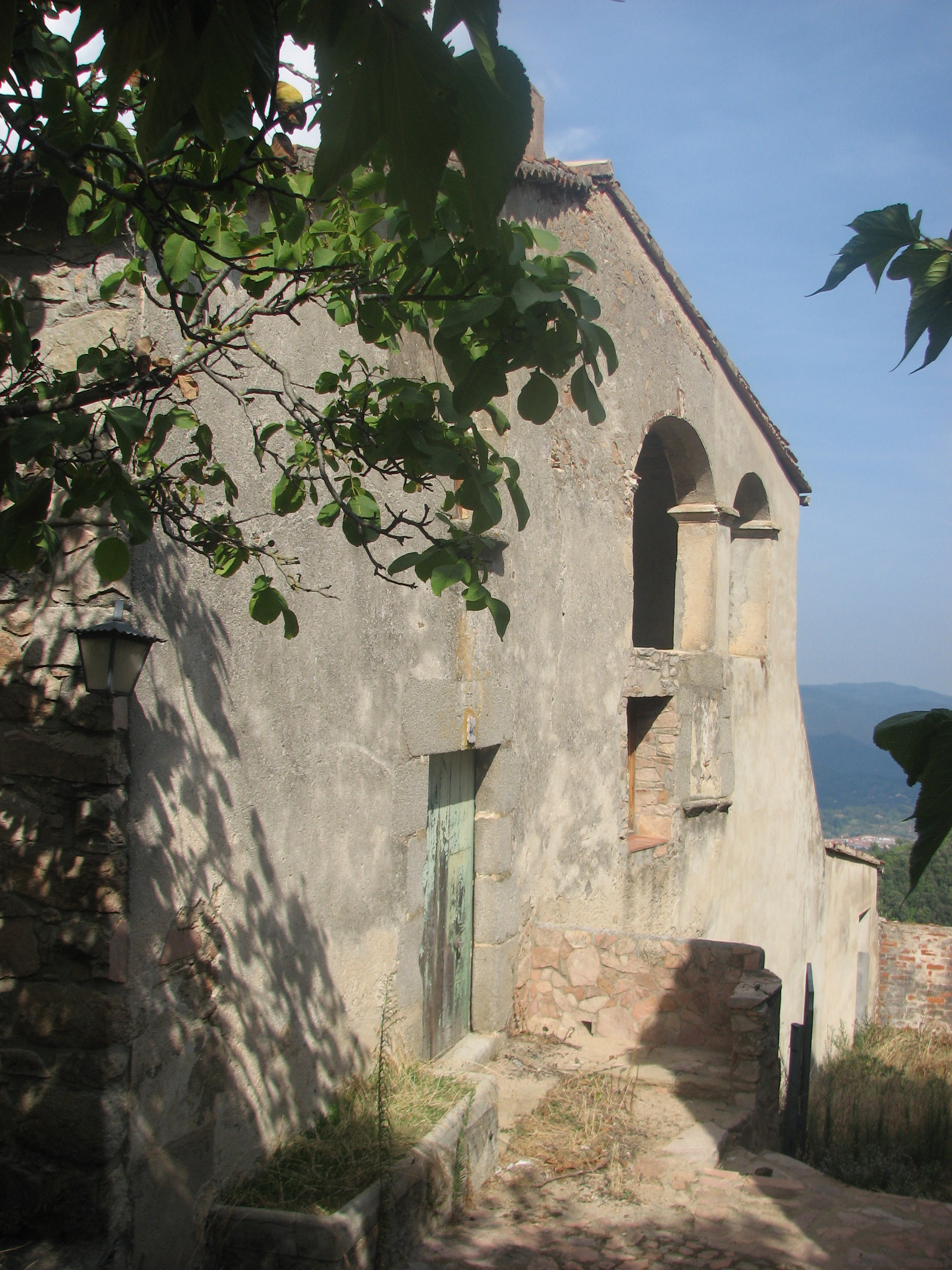
La Cortina
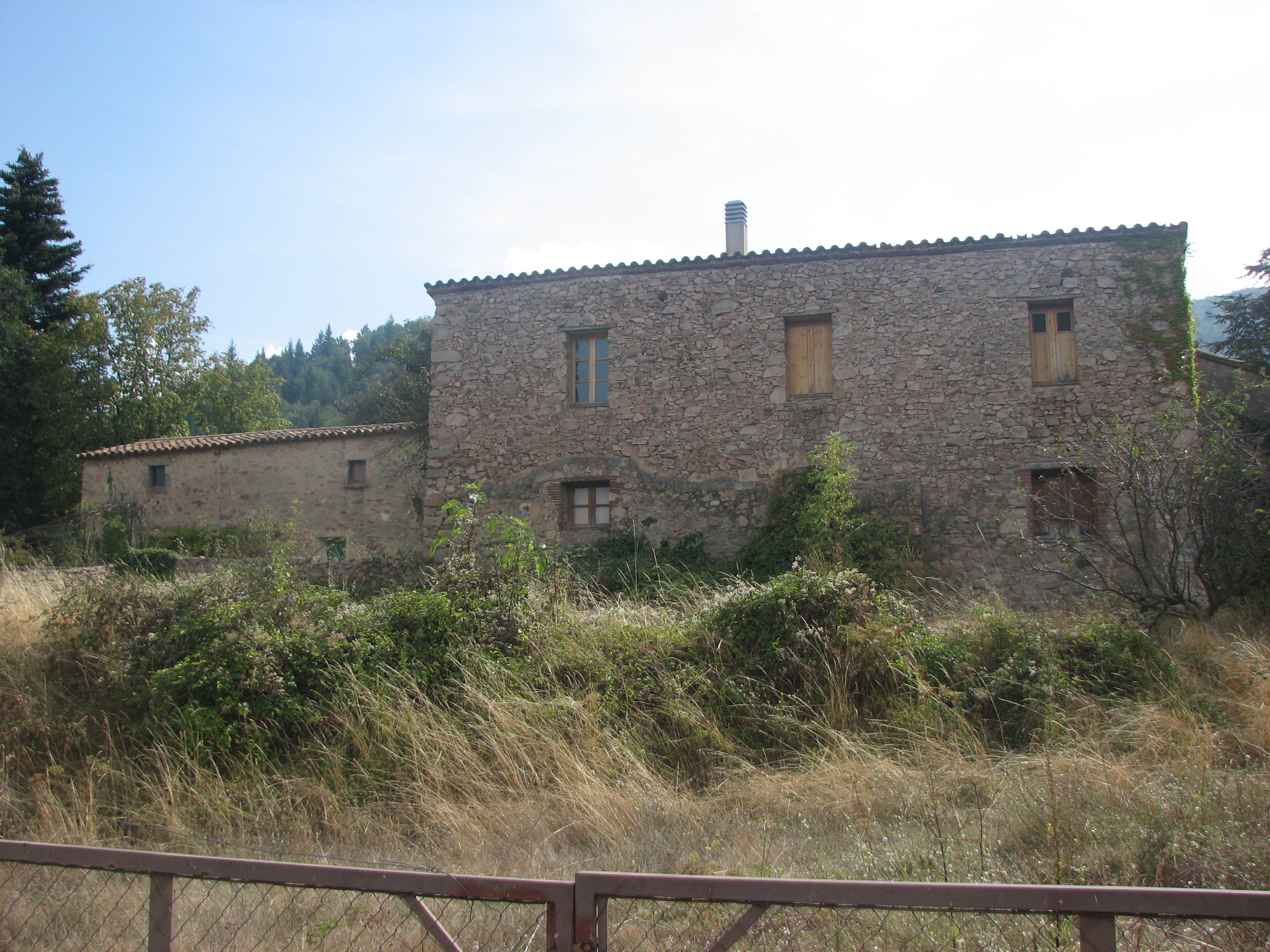
La Cortinoia
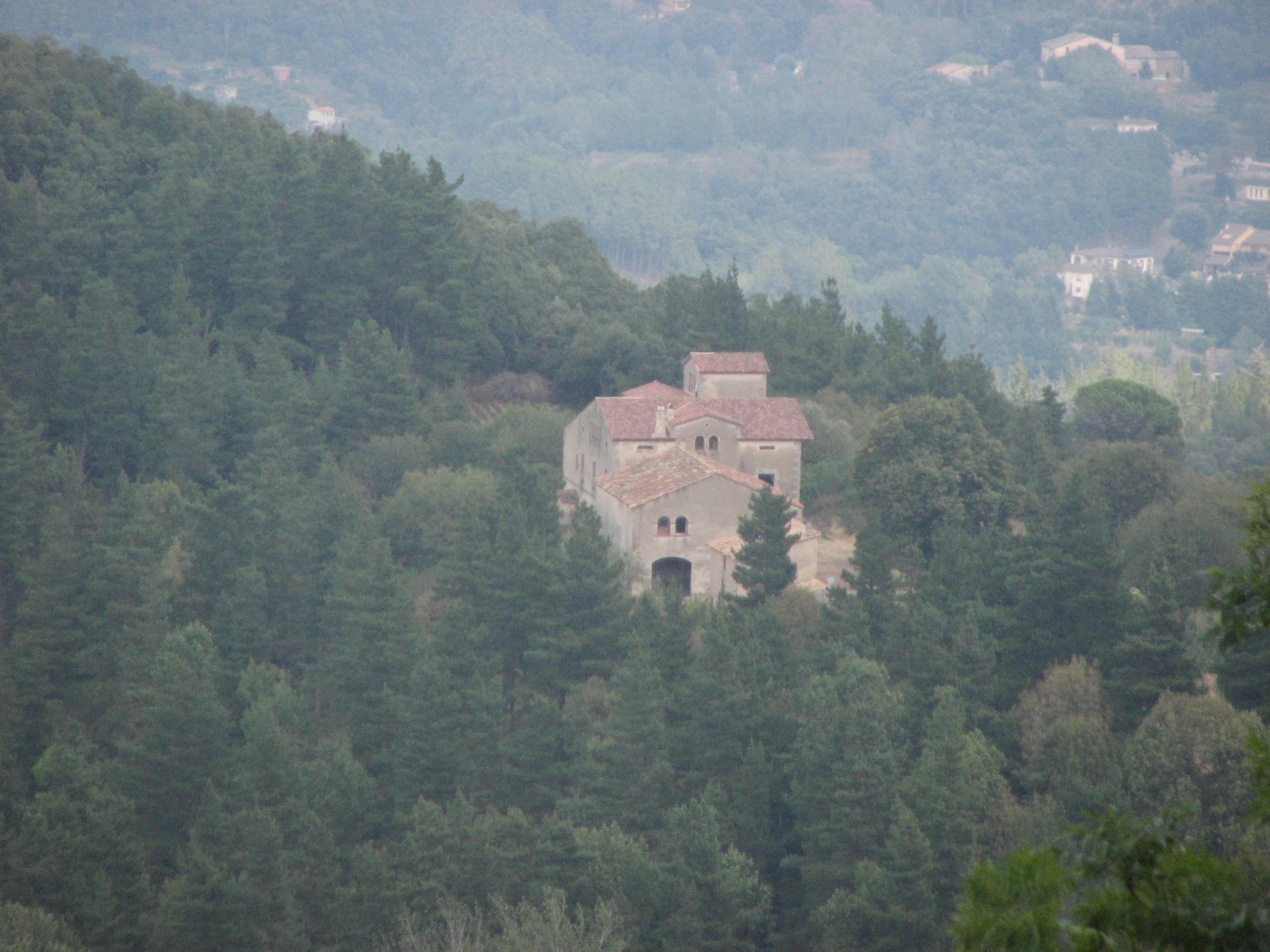
Mas Puig
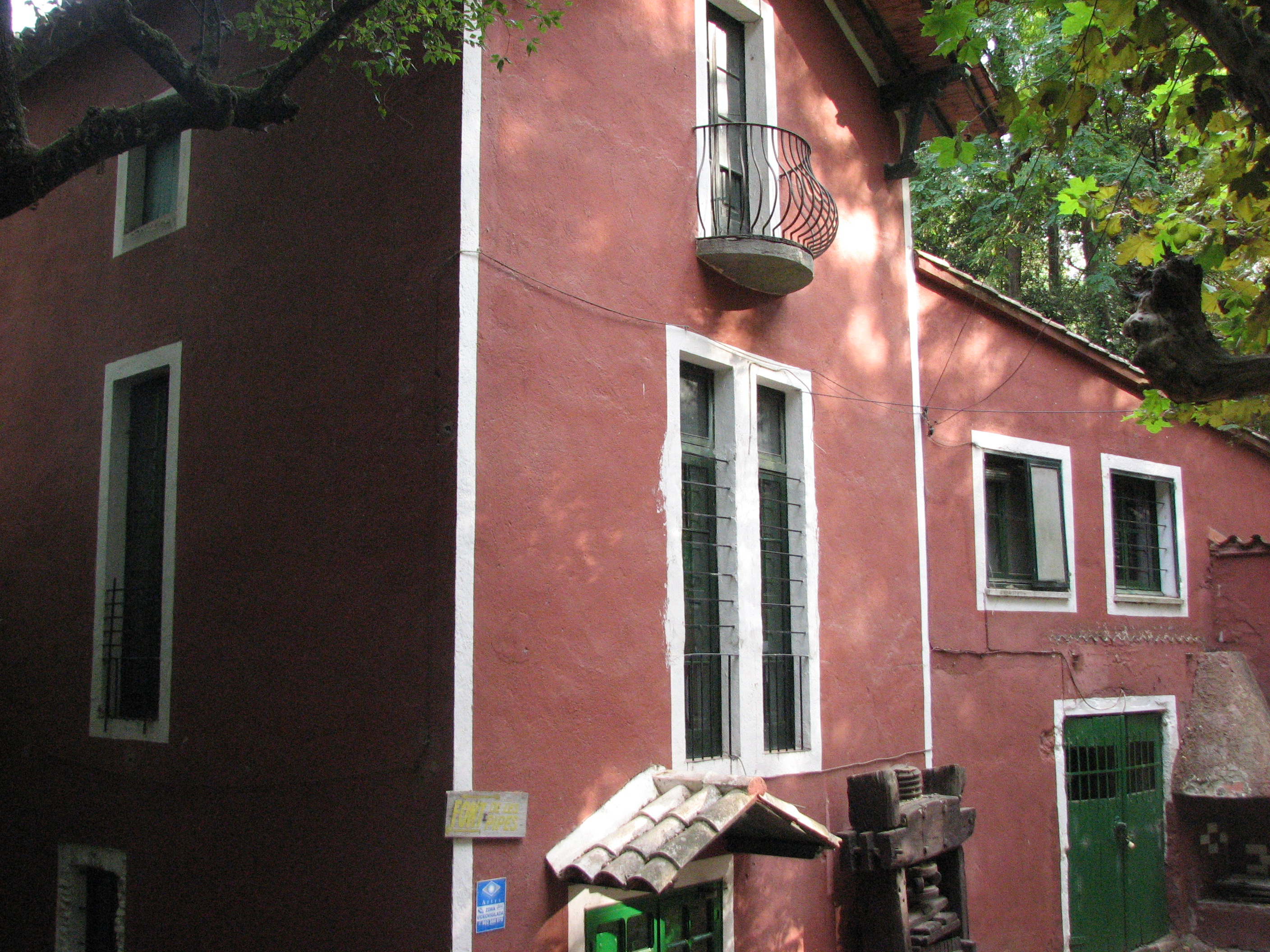
Molí de les Pipes
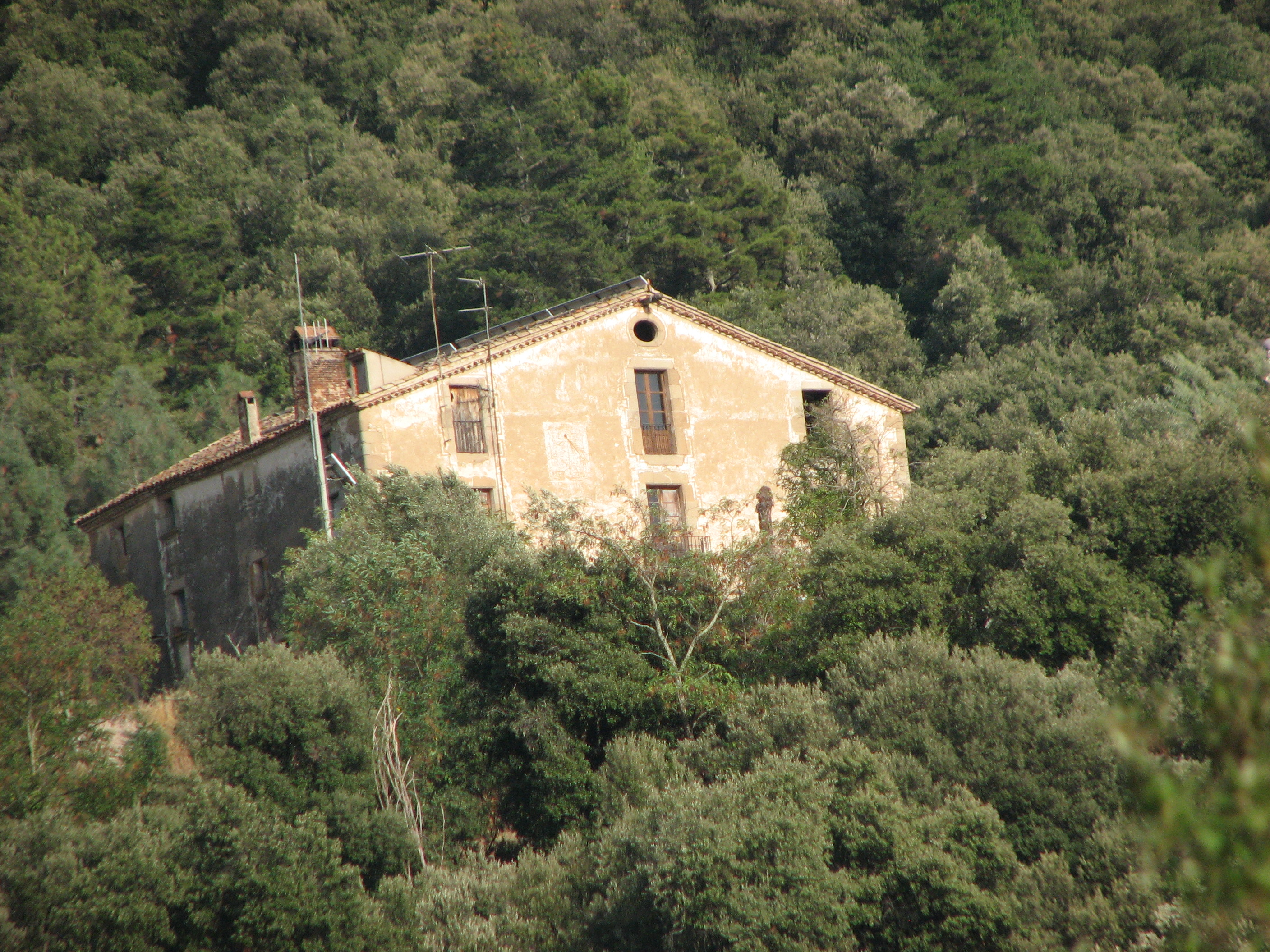
Montfulleda
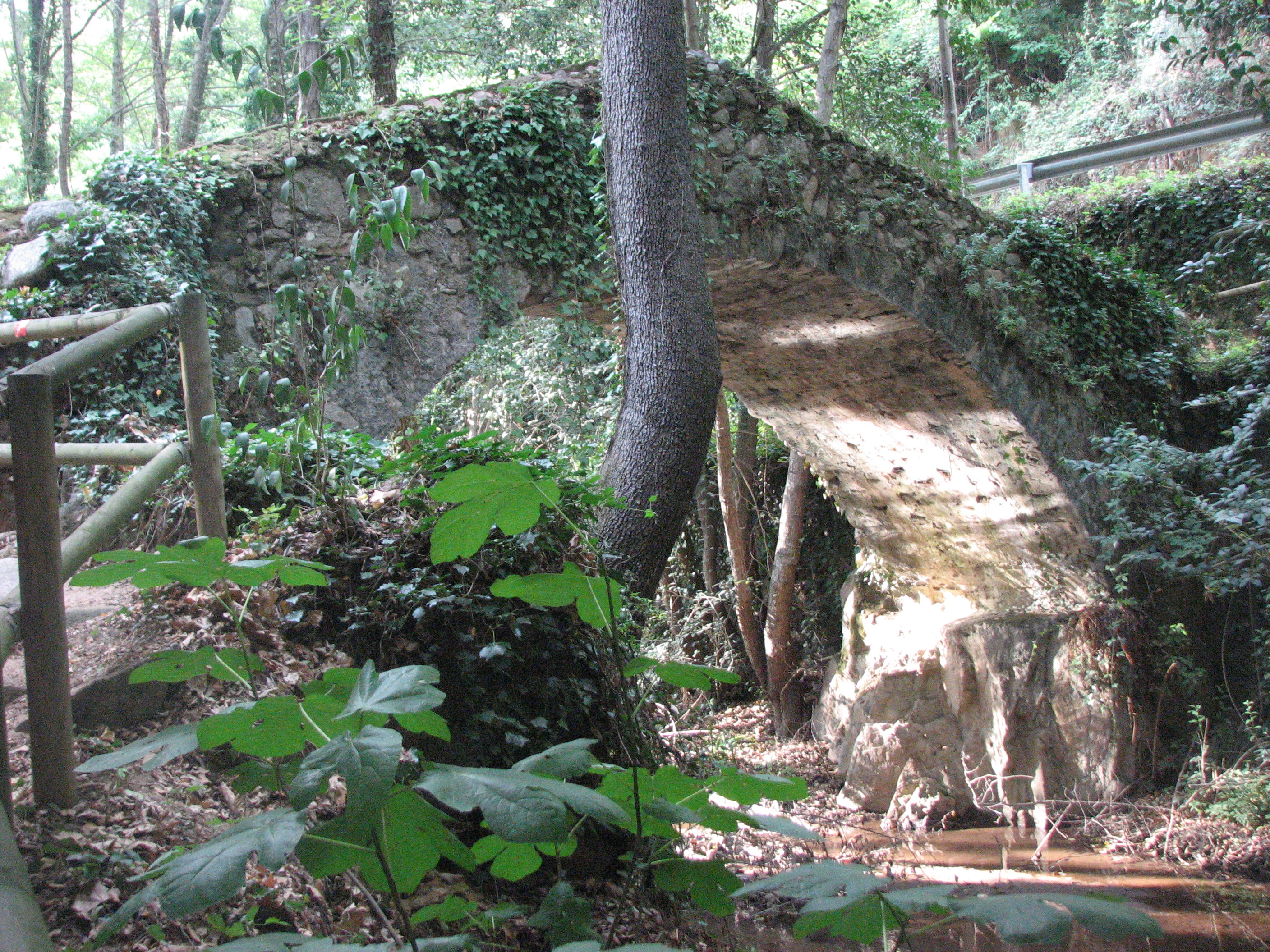
Pont del Molí de les Pipes
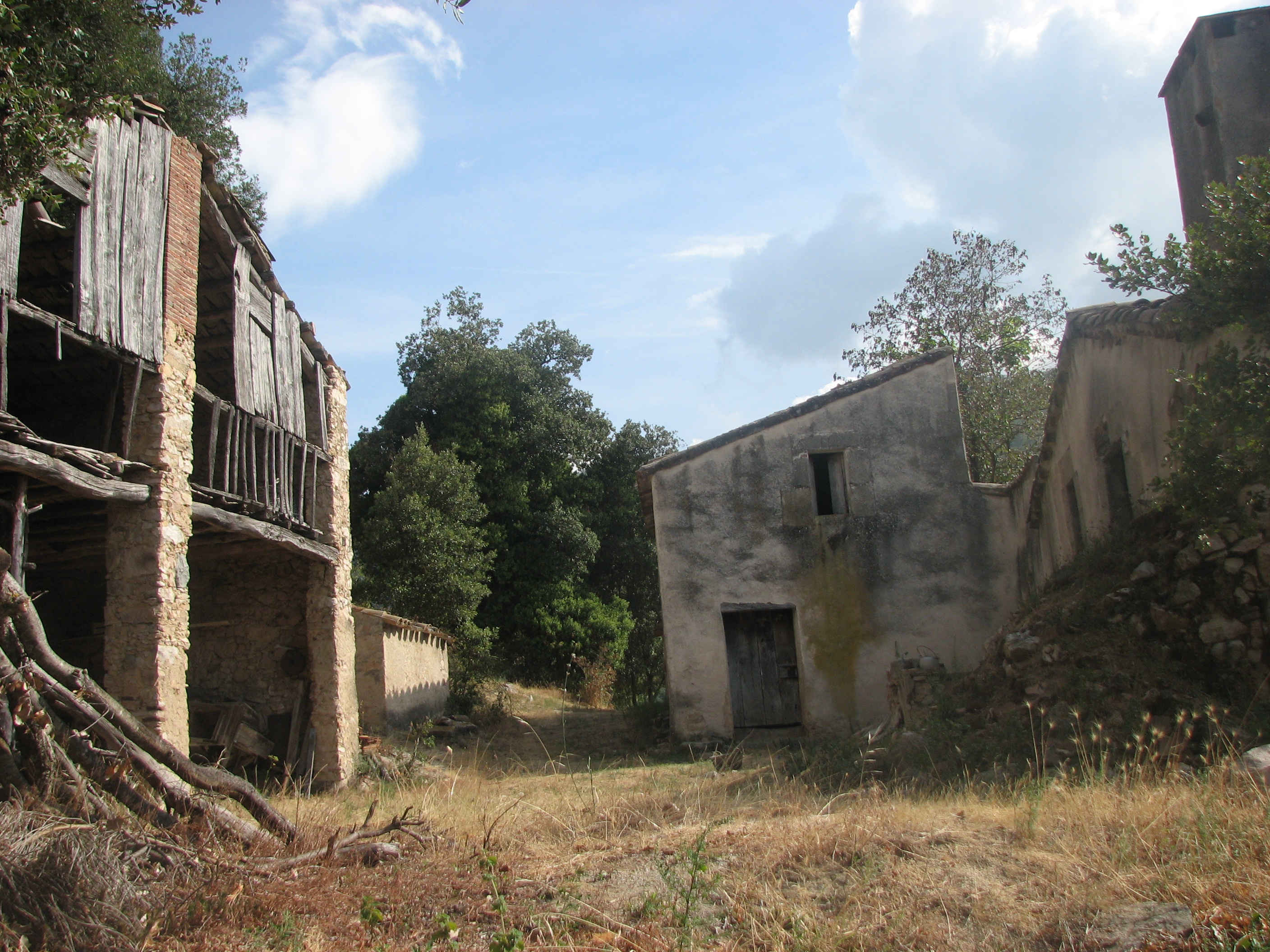
Santobina

## Història
Arbúcies va ser poblada pels ibers i més tard pels romans. A l'edat mitjana es va instaurar el feudalisme, on el Castell de Montsoriu i els vescomtes de Cabrera van ser molt importants.

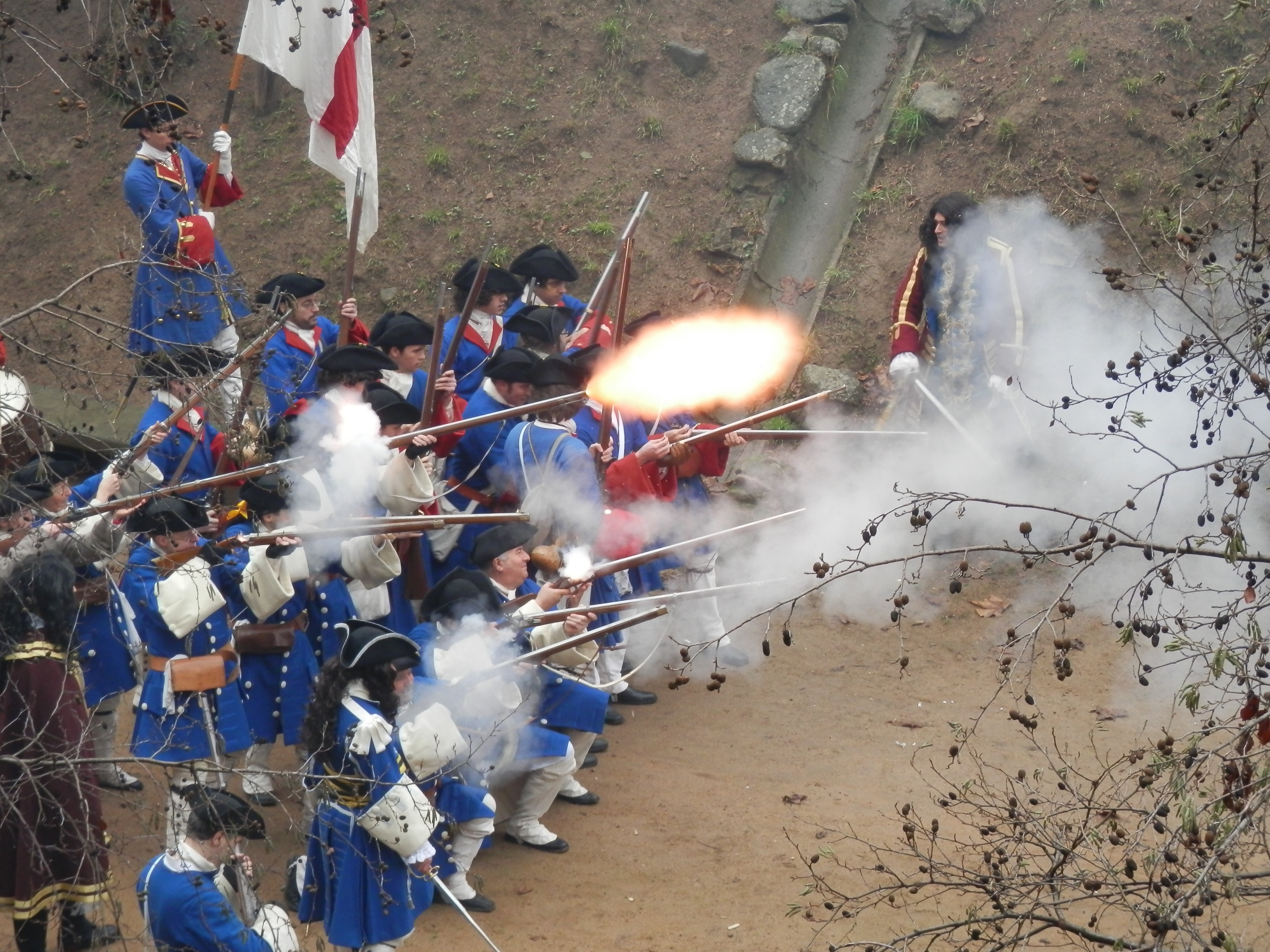
Fusellers disparant durant la recreació del 2014 del combat d'Arbúcies.

El combat d'Arbúcies es donà el 14 de gener de 1714 durant la Guerra dels catalans, entre els sometents de la rodalia, partidaris de l'arxiduc Carles d'Àustria, i forces valones del duc d'Anjou. L'enfrontament tingué lloc prop de la riera d'Arbúcies, davant d'un molí del segle xv. Les tropes borbòniques, provinents d'Hostalric i en ruta cap a Vic, foren totalment derrotades i perderen sis banderes. La llegenda popular diu: Gent d'Arbúcies, gent d'astúcies, mata valons a cop de bastons!
La vila d'Arbúcies fou completament cremada en l'onada de repressió desfermada pel duc de Pòpoli.
Des de l'edat mitjana fins a mitjan segle xx a Arbúcies l'economia estava basada únicament en l'agricultura, ramaderia i silvicultura des dels masos. Llavors comença un abandonament dels masos que acaba el 1980 i s'acaben les activitats definides com a tradicionals.
Llavors comença un procés d'industrialització on destaquen la carrosseria, el tèxtil i la torneria de fusta. En aquesta època la fusta és la matèria primera i l'aigua la font més gran d'energia.

## Geografia humana

### Demografia
A continuació es mostren una taula amb l'evolució demogràfica a Arbúcies i dos gràfics: el primer, sobre el creixement de la població a la vila des de 1990 i el segon, una piràmide de la població segons el sexe l'any 2007.

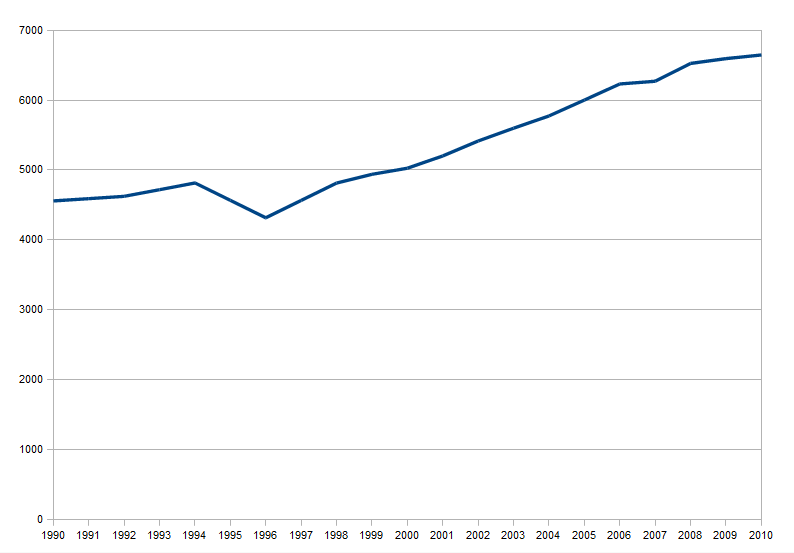
Evolució de la població des de 1990

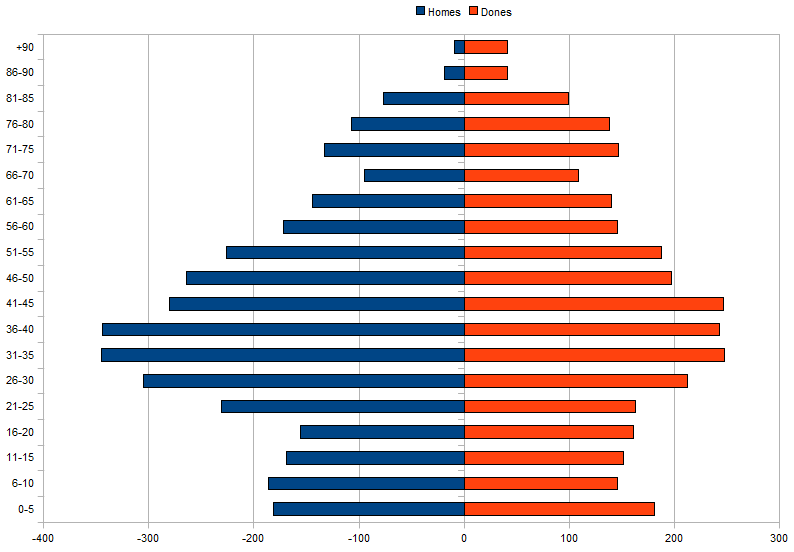
Piràmide de població d'Arbúcies el 2007

| 1497 f | 1515 f | 1553 f | 1717  | 1787 | 1857  | 1877  | 1887  | 1900  |
| ------ | ------ | ------ | ----- | ---- | ----- | ----- | ----- | ----- |
| 42     | 50     | 64     | 1.057 | 904  | 3.149 | 3.546 | 3.645 | 3.602 |

| 1910  | 1920  | 1930  | 1940  | 1950  | 1960  | 1970  | 1981  | 1990  |
| ----- | ----- | ----- | ----- | ----- | ----- | ----- | ----- | ----- |
| 3.765 | 3.813 | 4.056 | 3.682 | 3.722 | 3.834 | 4.084 | 4.085 | 4.558 |

| 1992  | 1994  | 1996  | 1998  | 1999  | 2000  | 2001  | 2002  | 2003  |
| ----- | ----- | ----- | ----- | ----- | ----- | ----- | ----- | ----- |
| 4.624 | 4.815 | 4.317 | 4.814 | 4.939 | 5.026 | 5.202 | 5.416 | 5.599 |

| 2004  | 2005  | 2006  | 2007  | 2008  | 2009  | 2010  | 2011  | 2012 |
| ----- | ----- | ----- | ----- | ----- | ----- | ----- | ----- | ---- |
| 5.775 | 6.002 | 6.232 | 6.271 | 6.526 | 6.595 | 6.647 | 6.713 | -    |

### Entitats de població
| Entitat de població   | Habitants (2024) |
| Arbúcies              | 5.148            |
| el Vidal              | 707              |
| el Rieral             | 314              |
| Santa Maria de Lliors | 263              |
| la Geneta             | 56               |
| Joanet                | 55               |
| el Mataró             | 12               |
| Font: Idescat         |                  |

### Economia
L'aprofitament forestal dona feina a força gent. Al camp, que ha reduït molt la seva superfície, dominen els farratges per a l'alimentació de vaques de llet, i les patates. Molts camps abandonats han estat plantats de pins i avets, alguns destinats a arbres ornamentals de Nadal.
Arbúcies és coneguda per la indústria de les carrosseries, hereva de la indústria artesanal de carruatges de tragina i de passatges (berlines, tartanes). Ara es fan carrosseries d'autocars, camions i automòbils. També hi ha indústria tèxtil i de la confecció. Hi ha plantes envasadores d'aigua mineral.
També hi ha hagut estiueig a la manera tradicional, i encara és el lloc preferit per molts estiuejants. És un poble turístic, molt visitat els caps de setmana i festes.

## Política[24]

### Eleccions municipals
| Candidatura | Candidatura                                         | Cap de llista          | Vots  | Regidors | % vots |
| ----------- | --------------------------------------------------- | ---------------------- | ----- | -------- | ------ |
|             | Entesa per Arbúcies                                 | Pere Garriga Solà      | 1597  | 8        | 55,97  |
|             | Convergència i Unió                                 | Joaquim Bohils Cuberta | 689   | 3        | 24,19  |
|             | Esquerra Republicana de Catalunya - Acord Municipal | Ester Soms Pagespetit  | 505   | 2        | 17,73  |
|             | En blanc                                            | -                      | 60    |          | 2,11   |
|             | Nul                                                 | -                      | 48    |          | 1,66   |
| Total       | Total                                               | 2.896                  | 2.896 | 13       |        |

| Candidatura | Candidatura                                              | Cap de llista           | Vots  | Regidors | % vots |
| ----------- | -------------------------------------------------------- | ----------------------- | ----- | -------- | ------ |
|             | Entesa per Arbúcies                                      | Pere Garriga Solà       | 1273  | 7        | 44,5   |
|             | Convergència i Unió                                      | Joaquim Bohils Cuberta  | 640   | 3        | 22,28  |
|             | Esquerra Republicana de Catalunya - Acord Municipal      | Joaquim Santos Rodoreda | 301   | 1        | 10,48  |
|             | Candidatura Unitària i Popular d'Arbúcies                | Pau Castanyer Benavent  | 189   | 1        | 6,58   |
|             | Partit dels Socialistes de Catalunya - Progrés Municipal | Antoni Ronda            | 178   | 1        | 6,2    |
|             | Plataforma per Catalunya                                 | Rafael Ribera           | 140   | 0        | 4,87   |
|             | Entesa pel Progrés Municipal d'Arbúcies-ICV-EUiA         | Juanjo Navarro          | 71    | 0        | 2,47   |
|             | En blanc                                                 | -                       | 75    |          | 2,61   |
|             | Nul                                                      | -                       | 28    |          | 0,97   |
| Total       | Total                                                    | 2.900                   | 2.900 | 13       |        |

| Candidatura | Candidatura                                                  | Cap de llista              | Vots  | Regidors | % vots |
| ----------- | ------------------------------------------------------------ | -------------------------- | ----- | -------- | ------ |
|             | Entesa pel Progrés d'Arbúcies - Entesa pel Progrés Municipal | Pere Garriga Solà          | 918   | 5        | 31,12  |
|             | Esquerra Republicana de Catalunya - Acord Municipal          | Roger Zamorano i Rodrigo   | 844   | 4        | 28,61  |
|             | Candidatura Unitària i Popular d'Arbúcies                    | Edmon Ribatallada i Rovira | 400   | 2        | 13,56  |
|             | Partit dels Socialistes de Catalunya - Progrés Municipal     | Toni Mora i Puigví         | 288   | 1        | 9,76   |
|             | Independents per Arbúcies                                    | David Merino i Parcet      | 277   | 1        | 9,39   |
|             | Convergència i Unió                                          |                            | 137   | 0        | 4,64   |
|             | Partit Popular de Catalunya                                  |                            | 27    | 0        | 0,92   |
|             | En blanc                                                     | -                          | 59    |          | 1'98   |
|             | Nul                                                          | -                          | 29    |          | 0,97   |
| Total       | Total                                                        | 2.979                      | 2.979 | 13       |        |

### Eleccions al Parlament de Catalunya
| Candidatura | Candidatura                                                            | Cap de llista                | Vots  | Regidors | % vots |
| ----------- | ---------------------------------------------------------------------- | ---------------------------- | ----- | -------- | ------ |
|             | Convergència i Unió                                                    | Artur Mas i Gavarró          | 1.304 |          | 50,25  |
|             | Esquerra Republicana de Catalunya                                      | Joan Puigcercós i Boixassa   | 309   |          | 11,91  |
|             | Solidaritat catalana per la Independència                              | Joan Laporta i Estruch       | 211   |          | 8,13   |
|             | Partit dels Socialistes de Catalunya-Partido Socialista Obrero Español | José Montilla i Aguilera     | 170   |          | 6,55   |
|             | Iniciativa per Catalunya Verds-Esquerra Unida i Alternativa            | Joan Herrera i Torres        | 134   |          | 5,16   |
|             | Partit Popular de Catalunya                                            | Alicia Sánchez-Camacho Pérez | 112   |          | 4,32   |
|             | Plataforma per Catalunya                                               | Josep Anglada i Rius         | 92    |          | 3,55   |
|             | Reagrupament Independentista                                           | Joan Carretero i Grau        | 64    |          | 2,47   |
|             | Escons en Blanc-Ciudadanos en Blanco                                   | Antoni Ramon Boixaderas      | 32    |          | 1,23   |
|             | Ciutadans-Partido de la Ciutadanía                                     | Albert Rivera Díaz           | 23    |          | 0,89   |
|             | Altres                                                                 | -                            | 52    |          | 1,98   |
|             | En blanc                                                               | -                            | 92    |          | 3,50   |
|             | Nul                                                                    | -                            | 30    |          | 1,14   |
| Total       | Total                                                                  | 2.625                        | 2.625 |          |        |

### Eleccions al Parlament Europeu
| Candidatura | Candidatura                                                            | Cap de llista | Vots  | Regidors | % vots |
| ----------- | ---------------------------------------------------------------------- | ------------- | ----- | -------- | ------ |
|             | Convergència i Unió-Coalició per Europa                                |               | 423   |          | 33,02  |
|             | Partit dels Socialistes de Catalunya-Partit Socialista Obrer Espanyol  |               | 255   |          | 19,91  |
|             | Esquerra Republicana de Catalunya-Europa dels pobles-Verds-L'Esquerra  |               | 219   |          | 17,10  |
|             | Partit Popular de Catalunya                                            |               | 121   |          | 9,45   |
|             | Iniciativa per Catalunya Verds-Esquerra Unida i Alternativa-L'Esquerra |               | 103   |          | 8,04   |
|             | Iniciativa Internacionalista-La solidaridad entre los pueblos          |               | 57    |          | 4,45   |
|             | Altres                                                                 |               | 126   |          | 9,66   |
|             | En blanc                                                               | -             | 53    |          | 4,06   |
|             | Nul                                                                    | -             | 23    |          | 1,76   |
| Total       | Total                                                                  | 1.304         | 1.304 |          |        |

## Fills i filles il·lustres
Llista de fills i filles il·lustres ordenats per dates de naixement.

### Miquel Pons i Riera[25]
Article principal: Miquel Pons i Riera
Miquel Pons i Riera (Arbúcies, Selva, 1843-1898) va ésser un metge que es llicencià a la Universitat de Barcelona l'any 1872.
Fou regidor durant diferents biennis entre 1875-1882 i en els anys 1890-1893. A causa d'aquests fets, i també per la seva qualificació professional, ocupà càrrecs de responsabilitat dins l'Ajuntament d'Arbúcies, en l'àrea de Policia Urbana i Rural i en l'àrea de Beneficència i Sanitat.
Respecte al catalanisme polític, i sota la direcció de la Unió Catalanista, fou nomenat delegat a les Assemblees de Manresa (1892), Reus (1893), Balaguer (1894) i Olot (1895).

### Francesc Riumalló i Caralt[27]
Article principal: Francesc Riumalló i Caralt
Francesc Riumalló i Caralt (Arbúcies, la Selva, 10 de novembre de 1896 - 22 de desembre de 1955) fou un músic de cobla. La seva producció musical comprèn música religiosa, caramelles, cançó, danses per a cobla, corals i sardanes, algunes de les quals van assolir un èxit massiu.

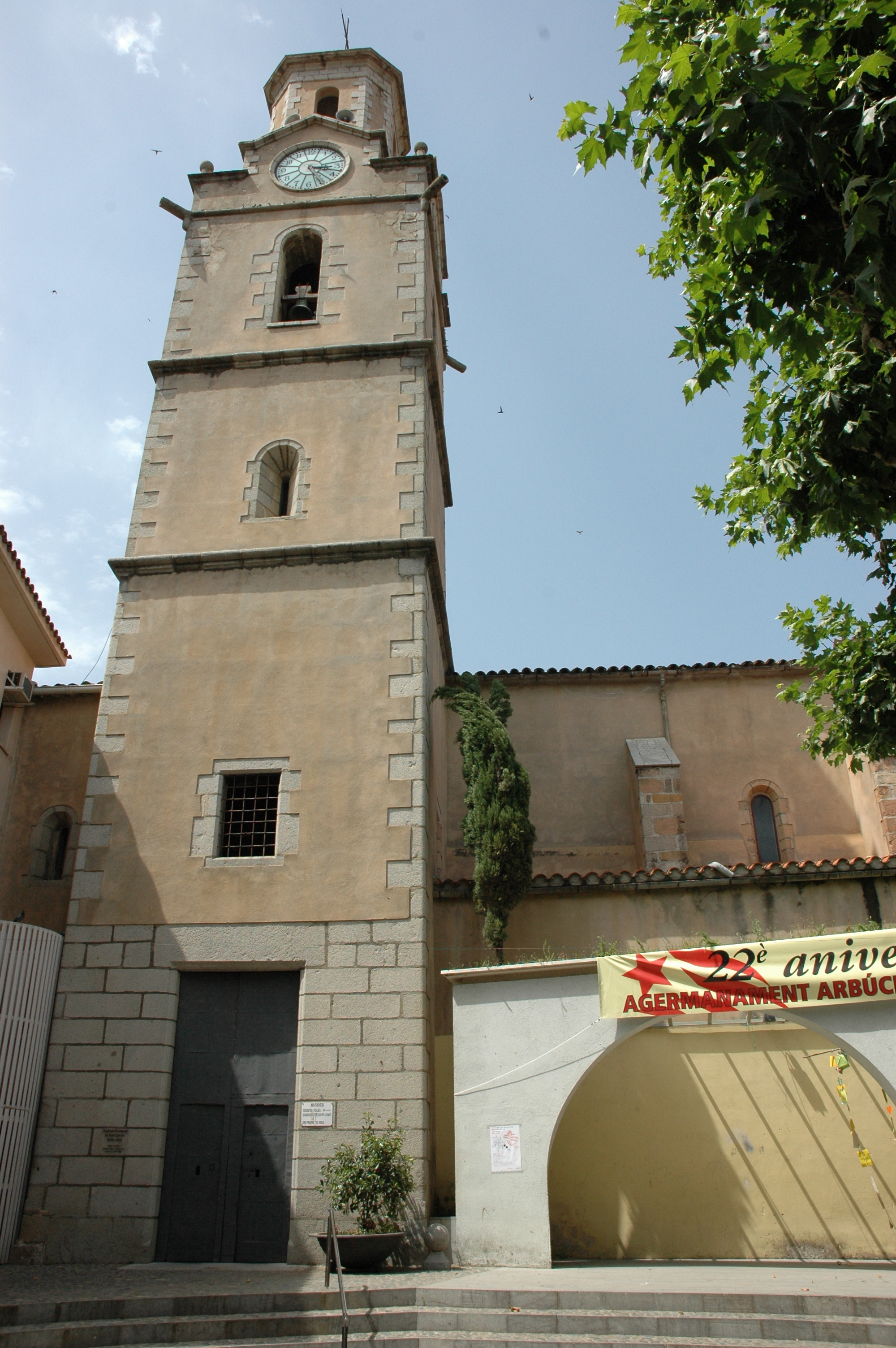
L'església de Sant Quirze, on Riumalló va ocupar el càrrec d'organista durant 40 anys

Sempre va demostrar no obstant afecció a la música tot i que no tenia antecedents musicals a la família, el seu pare era lleter. Als deu anys va rebre les primeres lliçons de Francesc Vilaró i ben aviat va interpretar flautí i tible. com la majoria de músics de l'època no podia viure només de la música i muntà un petit taller d'elaboració de taps de suro.
Va seguir amb els estudis de piano, i després harmonia i composició amb el mestre Josep Comelles i Ribó, deixeble d'Enric Granados, fins que el 1915 va ser nomenat organista de la parròquia de Sant Quirze (càrrec que va ocupar durant 40 anys). L'any 1918 va fundar la cobla orquestra Unió Arbucienca de la qual va ser director i instrumentista de piano i tible fins al 1939 quan es va dissoldre. La seva tasca musical a la vila va ser molt activa, amb mostres com ara la creació del grup Cants rítmics amb el qual va implantar el sistema educacional de Joan Llongueres. També va participar en les caramelles amb peces pròpies dels Cors de Clavé i sardanes que ell componia.
L'any 1952, per a poder donar sortida a aquests alumnes, formà una orquestrina amb el nom L'Arbucienca que tocava en festes locals i en les poblacions de l'entorn. Aquest conjunt acabà les seves activitats el 1955, quan ell es posà malalt.

### Mestre Lluís Torres i Bosch[28]
Article principal: Lluís Torres i Bosch
Lluís Torres i Bosch (Arbúcies, 18 d'octubre del 1899 – Barcelona, 2 d'abril del 1981) va ser un mestre de música i compositor molt vinculat a Arbúcies.
De família de músics, estudià música a Barcelona, a l'Acadèmia Granados, on tingué de professors els mestres Enric Granados (a qui servà veneració tota la vida), Mas i Serracant (solfeig, teoria i harmonia), Morera (piano) i, a la mort d'aquest darrer el 1916, Frank Marshall. Amplià la seva formació en el Conservatori del Liceu amb el professor Munné (violí). Durant la seva estada barcelonina, Lluís Torres es guanyava la vida tocant el violí a l'orquestra del Liceu i actuant en cafès i restaurants amb conjunts de música i músics com Joan Dotras i Vila, Francesc Clot i Campmany, Josep Xapellí i Melé (aquests dos, futurs integrants de la Banda Municipal de Barcelona) i Josep Puertas (un nom molt vinculat al jazz barceloní). Acabats els estudis, el 1920 tornà a la seva vila natal, on substituí Francesc Vilaró de mestre de música, i es dedicà a promoure conjunts corals i musicals, com portar la direcció de la Coral Arbucienca, i a la pedagogia -amb alumnes com Fèlix Graells-. L'any 1926 acompanyà al piano el destacat violinista i pedagog Joan Massià en el concert benèfic que es va fer al "Casino Arbucienc". Lluís Torres fundà el 1930 el primer conjunt de la població, Els Rítmics i, el 1941, la cobla-orquestra Trébol, que es mantingué fins a la jubilació del mestre el 1965. Es va implicar molt en la vida arbucienca, i participà en gran quantitat d'activitats: les caramelles, els Pastorets, diversos festivals musicals, l'orgue i la direcció del cor parroquial. A les seves darreries, en els anys 70, visqué a Sant Hilari Sacalm, població on ajudà a desvetllar una inquietud musical que culminà en la inauguració de l'Escola de Música el 1978.
Compongué algunes peces corals, la més coneguda de les quals La Cegueta, amb lletra de mossèn Cinto. També va ser autor de música lleugera, sacra, nadales i, especialment, sardanes. També posà música a diverses sarsueles de l'arbucienc Ramon Ferrer i Monplet.
Arbúcies li dedicà un homenatge ciutadà el 20 de maig del 1972. Li té dedicat un carrer i batejà amb el seu nom l'Escola de Música (1988).

### Fèlix Graells i Farró
Article principal: Fèlix Graells i Farró
Fèlix Graells i Farró (Arbúcies, 14 de maig del 1908 - ?) va ser compositor de sardanes.
Als 8 anys, la seva família es traslladà a Olot, on aprengué música de la mà del seu oncle, mossèn Fèlix Farró, que era compositor, mestre de capella de l'església parroquial de Sant Esteve i director de l'Orfeó Popular Olotí i de l'Escola Municipal de Música. El 1926 tornà a Arbúcies, i hi continuà la seva formació musical amb el músic Lluís Torres.
Fèlix Graells es traslladà a Torroella de Montgrí, on durant molts anys ocupà el càrrec de secretari de l'Ajuntament (l'era el 1964). L'obra compositiva de Graells comprèn una quarantena de sardanes (algunes fetes amb la col·laboració d'Enric Vilà), la més coneguda de les quals és Oreig de garbí. També va publicar dos llibres de poesia, Hores de lleure (Torroella de Montgrí, 1979, autoeditat) i Més hores de lleure (1997), i posà lletra a diverses sardanes (com Gavina bonica de Ricard Viladesau o Torroella ciutat pubilla de Josep Font i Font). L'any 1974 guanyà el premi de poesia "Mn. Francesc Viver".

### Josep Maria Vilaró i Pascual[30]
Josep Maria Vilaró i Pascual (Arbúcies, 31 de març del 1910 – 18 de juliol del 1997) va ser intèrpret de tible, pianista i compositor de fecunda producció. Era fill del destacat tenora i compositor Francesc Vilaró i Carbonell, de qui rebé les primeres lliçons de música. Amplià la formació al Conservatori del Liceu de Barcelona, on estudià amb els mestres A. Ribó (piano), Alfonso (teoria i solfeig) i Morera (harmonia); el 1929, quan feia quart curs de piano, hi guanyà una medalla de bronze en l'assignatura. Actuà de primer tible a la cobla Vilaró de Granollers (1930) i després a la Nova Barcelona (1932). Posteriorment es decantà pel piano i es dedicà exclusivament al món de l'espectacle i al de la música de ball.

### Emili Garolera i Bohils
Article principal:Emili Garolera i Bohils
Emili Garolera i Bohils (Arbúcies 1923 - 2008). Alcalde d'Arbúcies des de 1971 i fins a 1979. Garolera fou president del Consorci Forestal de Catalunya des de l'any 1980 i fins a l'any 1988 i president honorífic del Consorci fins a la seva mort. Fou un dels més destacats silvicultors catalans del segle xx.

### Jaume Soler i Pastells
Jaume Soler i Pastells és un polític independentista català. Havia estat militant d'ERC, però com a membre de la Candidatura Unitària i Popular d'Arbúcies (CUPA) ha estat batlle municipal des de les eleccions municipals de 1979 fins al 2003. Ha dedicat gran part de la seva vida a la solidaritat internacional, i ha estat, secretari del Fons Català de Cooperació al Desenvolupament. També ha defensat la creació de Conselleries de Solidaritat i cooperació i de Consells Municipals de Solidaritat, que impliquin tant els ajuntaments com els ciutadans. Fou un dels impulsors de l'Assemblea Unitària per l'Autodeterminació (AUA) el 1991-1993.

### Joaquim Maria Riera i Vilà
Article principal:Joaquim Maria Riera i Vilà
Joaquim Maria Riera i Vilà (Arbúcies 1930 - Vilanova i la Geltrú 2012). Alcalde d'Arbúcies des de 1967 fins a 1970. Membre d'una tradicional família arbucienca de petits propietaris rurals, accedí a l'alcaldia d'Arbúcies l'any 1967. Entre les polítiques endegades durant el seu mandat destaca la renovació integral del Cementiri municipal i la construcció del Camp de futbol municipal ubicat a la zona escolar de la vila. Cedí l'alcaldia a Emili Garolera i Bohils.
Membre fundador del Club Deportivo Arbucias, Riera Vilà fou un membre actiu de la societat civil arbúcies. Posteriorment, l'any 1975 fou membre de l'Assemblea democràtica d'Arbúcies, posteriorment abandonà qualsevol activitat política pública.

### Keita Baldé
Article principal Keita Baldé
Keita Baldé (Arbúcies 1995). Jugador de futbol, nascut a Arbúcies en una família d'origen senegalès. Va passar per les categories inferiors del FC Barcelona, i després ha fet carrera professional a l'AS Monaco, Inter de Milà, Sampdoria i Cagliari Calcio. L'any 2015 va ser internacional amb Catalunya en un partit contra Euskadi, i des de 2016 és jugador habitual de la selecció de futbol de Senegal, amb què ha guanyat la Copa d'Àfrica de Nacions de 2021. També s'ha destacat pel compromís social, com quan el 2020 va oferir-se a pagar l'allotjament de dos-cents temporers a Lleida durant quatre mesos.

## Festes
A Arbúcies hi ha moltes festes, com la Festa Major, la Fira de la tardor o la Fira de Bruixes i Bandolers. Tanmateix, les més celebrades són les Enramades.

### Enramades
Article principal: Enramades d'Arbúcies
Les enramades comencen el diumenge de Corpus amb el tradicional concurs de catifes de flors naturals. Continuen el dijous següent amb la típica botifarrada a la plaça de la vila previ pas a la passada de la plaça. Des d'aquest dijous fins al dimecres de l'altra setmana, es fa la passada de cada barri i l'endemà la seva respectiva Enramada, on s'ornamenten els diferents carrers del barri amb branques, rames i banderetes, ninots i rodolins. D'aquests dos últims elements se'n fa un concurs on es trien els més originals.
Cada passada comença als voltants de les 22h, es fa seguint un grup de músics i els vilatans que viuen en el barri van darrere seu portant atxes i acaben amb sardanes, vals, xotis coca i cava.
L'endemà de la passada es fa l'Enramada del barri, on les parelles i no parelles que viuen en el barri, s'engalanen per ballar una sardana, anar a dinar i al ball a la tarda.
Els diferents barris on es fan la passada i la corresponent Enramada són: Barri de la Plaça, barri del Castell, barri del Sorrall, barri de Magnes i el barri de la Carretera.
Entre el jovent de la zona, la passada més popular és la Passada del castell, on totes les colles de joves fan samarretes i diferents sopars, per assistir després a la passada i al concert que dura fins altes hores de la matinada, on els més valents, a les 6 segueixen una xaranga pels carrers del poble fins a la zona d'esmorzars.

#### El terme "Enramades"
La denominació d'enramada prové de l'ornamentació amb brancatges i rames (vern, freixe, avellaner) posada al davant de les cases, cobrint d'un costat a l'altre el carrer amb un teixit de garlandes. Avui es continua engalanant els carrers amb garlandes de paper o plàstic, possiblement un dels últims canvis que ha experimentat aquesta antiga festivitat, declarada d'interès nacional per la Generalitat de Catalunya al 1999.

#### Història
Es pot dir que les Enramades és la festa més esperada pels arbuciencs, fins i tot més que la pròpia Festa Major.
La festa de les enramades està declarada d'interès Nacional. Comença cada any el diumenge abans de Corpus Christi, fent el tradicional concurs de catifes de flors que vilatans construeixen en els diferents carrers de la població. Aquesta tradició es remunta al segle xvi, concretament el dia 21 de juny de l'any 1589, diada de Corpus, quan s'esmenta en una petita ressenya trobada als arxius parroquials, un accident mortal a l'enramar l'antiga placeta d'Arbúcies. Segons el document, uns treballadors plantaven un pi al mig de la plaça per a engalanar-la, però a l'alçar-lo va caure i va aixafar un treballador, que va morir.
Fins al segle passat, les Enramades van tenir un marcat accent religiós i no és fins al 1977 que se substitueix la processó encapçalada pel pas del santíssim sagrament, per una desfilada o cercavila. Trenta anys abans, però, ja s'havia incorporat l'element més característic i conegut de la festa: les catifes de flors tal com es coneixen ara, és a dir, fetes amb pètals i dissenyades amb anterioritat pels responsables de cada carrer. Anteriorment, les catifes de flors no tenien dibuixos i es feien ofrenes florals que es llançaven al pas del Santíssim Sagrament.
El trasllat del dia de les catifes al diumenge anterior de la diada de Corpus, que a partir del 1980 serà un dia feiner, i la substitució de la processó per una cercavila acaben definitivament amb el sentit religiós de Les Enramades. A partir d'ara la festa serà un gran aparador turístic per a Arbúcies i l'organització passarà a mans de l'Ajuntament i de la comissió de festes, amb l'activa participació de tots els veïns del poble.

#### Els elements de la festa

##### Les catifes de flors naturals
Tal com es coneixen avui s'inicien al 1947. Les catifes ornamentaven amb flors tots els carrers per on passava la solemne processó, tant la del dia de Corpus com la del cap de l'octava. Antigament a la vigília se solia fer la recol·lecció de diferents espècies de flors boscanes, especialment lliroia i gallerets (roselles), a més de margarides, flor de Sant Joan, campanetes, flor d'acàcia... Les dones s'encarregaven d'aquest treball, a vegades ajudades pels joves i la mainada. El dia de Corpus s'escombrava ben net el carrer i un cop ben regat s'escampaven al mig les flors una estona abans de la processó i del pas del santíssim sagrament. Hi havia veïns que les posaven només d'un sol color o espècie mentre que altres feien una barreja de colors, creant així les primitives catifes, senzilles i espontànies. Durant la postguerra es comença a complicar la seva elaboració amb dibuixos i filigranes.
Actualment l'elaboració de les catifes de flors als carrers implica un treball col·lectiu que dura força dies: comença amb el disseny de la catifa, continua amb la recollida de flors i fulles, la seva selecció i acaba amb la realització de la catifa el diumenge abans de corpus, esdevenint una mostra d'art efímer en què les obres d'artistes reconeguts o de la pròpia vessant artística d'algun dels membres veïnals es plasmen al carrer incrementant el valor artístic i qualitatiu de la mostra.

##### La passada
La passada és l'acte que enceta l'enramada de cada carrer o barri i es fa el vespre abans. Els veïns participants porten atxes enceses i fan un recorregut per tots els carrers de dita enramada, acompanyats per la música de la cobla, que actualment interpreta el Pasodoble Ligero, un ritme marcial que ha esdevingut un element tradicional molt popular.
L'origen de la passada era una crida amb música que antigament es feia als veïns del carrer per a participar en l'acte religiós de les completes. Aquest acte es feia al capvespre, el que explica la necessitat de portar llum. Les actuals atxes de cera han substituït les teies, torxes i altres elements de fer llum. En el segle passat, eren les confraries les qui llogaven les atxes als joves per les passades, mentre que actualment són les pastisseries Piconaire i Mir que fan aquest lloguer o venda.
En acabar la passada, en el lloc més representatiu del barri, es ballen dues sardanes, un xotis i un vals. Aquestes dues últimes peces vuitcentistes s'han incorporat a principis del segle xx i es tracta del xotis El Piloto de l'empordanès Josep Serra, i el vals Mr. Jacques.
Antigament, després de cada acte religiós es feien ballades i en cada època es devia ballar el que era moda en el seu moment. En el segle xvii, l'església, que vetllava pels bons costums, recorda diverses vegades les prohibicions del bisbe de ballar corrandes i alemanyes. Això ens fa pensar que a la penombra de la nit il·luminada per les teieres es degueren ballar aquells balls considerats escandalosos i pecaminosos, denunciats per l'església.
L'endemà al matí es fa una altra passada al so de l'orquestra pels carrers del barri. L'origen d'aquesta passada era la crida que es feia als veïns per assistir al solemne ofici d'Enramades. Actualment es continua fent per tal de preparar la dansa. En els dies laborables, els alumnes d'educació infantil els acompanyen, i més tard es fa una petita classe musical en què l'alumnat pot conèixer els instruments que integren l'orquestra i el seu so.

##### La dansa
La dansa és l'acte central o principal de la celebració laica de l'enramada. Cada barri la fa en l'enclavament més representatiu. El barri de la Plaça, a la Plaça de la Vila; el barri del Castell, davant de Can Torrent en l'encreuament dels carrers Vern, Sant Jaume i Germana Assumpta; el barri del Sorrall, a la Placeta dels Encantats; el barri de Magnes, a la Plaça Dr. Turon i el barri de la Carretera, enmig del carrer Francesc Camprodon. La participació es fa per parelles de totes les generacions, seguint un ordre d'edats, des dels infants més petits, que amb prou feina caminen, fins als avis o besavis d'edat més avançada. Pel que fa a la mainada, els pares s'encarreguen de trobar parella als seus fills i, fins i tot, n'hi ha que abans de néixer ja la tenen compromesa. És habitual que el noi, abans de començar la dansa, vagi a buscar la balladora a casa seva. Moltes parelles primer de tot es fan una fotografia plegats com a record de la diada.
Els balladors van mudats, en consonància amb la diada. Se sol estrenar el vestit d'estiu de l'any i els homes solen portar un clavell vermell a la solapa (aquest costum ja ve de molt antic). En les parelles solteres la balladora va a la dreta del seu ballador, mentre que a les parelles casades és a l'invers.
La dansa porta per títol La Gòndola i correspon a una música vuitcentista que es balla sense passos ni punt de dansa. A Arenys de Munt també ballen aquesta mateixa melodia. La dansa consisteix en un passeig circular amb tots els balladors agafats de la mà de la seva parella mentre sona la melodia. Després es balla una sardana. Mentre es fa aquest acte hi ha molta gent de la resta de la vila i forasters que fan d'espectadors.
Sabem, però, que a finals del segle passat es ballava el ball de Garlandes i era consuetud antiga que abans d'iniciar-lo, les parelles donessin unes voltes amb acompanyament de música per tota la plaça. Aquest passeig previ, que es troba com a preludi de molts balls, sembla que recorda un vell costum de sotmetre la balladora al judici públic per veure si era mereixedora de ser treta en dansa. I fins avui en dia ha perdurat aquest preludi que, de fet, s'ha convertit en la dansa actual. El ball de Garlandes d'Arbúcies va ser recollit pel mestre Francesc Riumalló a començaments del segle xx, en sentir-li cantar a un vell d'Arbúcies, qui afirmà que era la dansa autèntica d'Arbúcies.
Un cop acabada la dansa i sardana, és obligació que cada ballador convidi la seva balladora al vermut - aperitiu. Sabem que en temps dels nostres avis, quan l'economia no donava per tant, es feia un refresc a Ca la Sileta o a Can Cassó, que consistia en un got d'aigua amb anís per als petits i una ametlla d'Arenys per als més grans.

##### El concert i el ball
Fins fa pocs anys el concert i el ball de tarda es feia en el Casino, l'orquestra interpretava un parell de peces i un vals en el local del cafè i després hi havia ball a la sala de dalt: ball de la carta, ball robat d'homes, de dones, ball de solters, de casats, ball de l'escombra etc. Posteriorment aquest acte de la tarda es va fer en el Poliesportiu de Can Delfí i en els darrers anys s'ha eliminat el ball i només es fa el concert en els jardins o patis de diferents establiments de restauració que de forma rotativa s'intercalen.

##### La processó
La processó de Corpus, fins a la seva desaparició, era l'element bàsic de la celebració tradicional. Des de fa més de 30 anys la processó s'ha substituït per una cercavila amb els gegants i els grallers d'Arbúcies, carrosses i altres elements festius pel damunt de les catifes de flors.

### Festa major
S'escau l'últim cap de setmana de Juliol.

## Llegendari
A Arbúcies al llarg del temps s'han explicat moltes llegendes, sobre el mateix poble i llocs del voltant.

### Dotze cases tretze bruixes[33]
La tradició explica que totes les arbucienques són bruixes pel sol fet d'haver-hi nascut i que per tant es tracta d'una vila maleïda. Hi ha una dita popular que diu De Sant Hilari a Arbúcies, dotze cases, tretze bruixes.

### El Banc dels Tres Bisbes[5]
A Arbúcies hi ha un banc anomenat la Taula dels Tres Bisbes situada al Coll de Sant Marçal just entre el bisbat de Vic, de Girona i Barcelona. El nom ve d'una llegenda que diu que els tres bisbes es trobaven en aquell banc i així no calia que sortissin dels seus bisbats.

### La dona d'aigua[34]
En temps llunyans l'hereu de la masia de Can Blanc quedà adormit sota una alzina carregada d'anys.
De sobte, el despertà una veu meravellosa que recitava melodiosament:
"Si l'aigua és plata, la mia és amor

la mia amor, menina,

la mia amor,

no pas mon cor, menina,

no pas mon cor,

que tot és or.
Si l'aire és gebre,

la mia amor,

no pas mon cor, menina,

no pas mon cor,

que tot és foc".
El xicot, encuriosit i atret per la veu encisadora, no s'ho va pensar més i se n'anà cap al gorg d'on provenia. En arribar-hi, es trobà amb una donzella, bella com el sol, que s'emmirallava a l'aigua mentre anava cantant la dolça melodia. El jove se n'enamorà al moment i li proposà maridatge. La noia acceptà, però abans li posà una condició : Mai no havia de preguntar-li el seu origen, afegint que no se li ocorregués anomenar-la «Dona d'aigua». El noi va estar-hi d'acord. Es casaren i foren molt feliços.
Passà el temps i un dia malaurat, el matrimoni es discutí, i el marit enfurismat, va retreure a l'esposa el seu origen ignorat motejant-la «Dona d'aigua». Mai que no ho hagués dit. Tan bon punt ho va sentir la noia, esporuguida, marxà rabent de casa. Va ésser inútil que el marit la seguís desesperat. Desaparegué per sempre més.
Cada dia, la dona torna per pentinar els seus fills. Mentre els pentina, plora i les llàgrimes es converteixen en perles. L'home sempre les troba entre els cabells dels seus fills. És l'únic senyal de la dona que té.
D'aleshores ençà, el lloc on el jove trobà la misteriosa donzella s'anomena «la dona d'aigua».

### La dama roja[35][36]
Conten que cada any a la nit de Sant Joan, a les campanades de mitjanit, una dama nua apareix dalt de la torre del castell de Montsoriu amb una llàntia encesa a la mà esquerra i a l'altre un corn de caça que al sonar, fa aparèixer un cavaller amb cavall negre, que pren la Dama Roja i desapareix en la foscor de la nit.

### El tresor del castell de Montsoriu[36][37]
Qui vulgui guanyar una fortuna, cada any a la nit de Sant Joan, quan comencen a tocar les campanes de la població de Breda a la mitjanit i s'obre una porta del castell de Montsoriu, ha d'entrar a la primera campanada i tractar d'omplir un sac de gra de blat i sortir abans de l'última campanada de les dotze. Amb el sac ple ha de córrer fins a passar la riera, sense mirar el que duu dintre. Si ho fa així, el gra es convertirà en or, però si el guanya la curiositat i ho mira abans d'hora, es convertirà en sorra. D'altra banda, si no ha pogut sortir del castell, haurà d'esperar-se fins a la mitjanit de Sant Joan de l'any vinent.

### La bruixa Guilleuma[36][38]
Hi ha una roca a prop del castell amb una petjada marcada, que segons conten, es deu a Donya Guilleuma. Fa molts anys aquesta dama, gran pecadora, fou condemnada a viure dins les ruïnes del castell de Montsoriu com ànima en pena, causant tempestes i cridòria terrorífica cada capvespre i fent perdre les collites dels voltants. Els habitants de les contrades, per resoldre les desgràcies, van determinar acudir al senyor Bisbe, el qual conjurà els mals esperits amb aigua beneita i donà un termini a Guilleuma per precipitar-se a les profunditats del Gorg Negre de Gualba. Va ser amb l'impuls per llançar-se, quan va deixar el peu marcat a la roca de La Petxa de Sant Salvi.

### Setge dels moros[36][39]
Una vegada el castell de Montsoriu, presidit pel seu senyor, era assetjat pels moros des de feia mesos. Quan aquests ja s'imaginaven la seva entrada triomfal després de la rendició dels cristians, que de ben segur estarien agonitzant de set i de gana per manca de recursos, el senyor del castell, aprofitant una treva, convidà a taula, segons és costum del temps, al cap dels infidels, ja que les bones formes no rebaixen el valor. El moro acceptà la invitació, esperant trobar-se un enemic extenuat, en estat deplorable i disposat a posar el castell als seus peus. En canvi però, els seus ulls es van trobar amb uns cristians saludables, plens de vida i ufanosos. A la taula del cabdill hi havia fines i suculentes carns i peixos que encara conservaven el perfum de la mar, tot això acompanyat amb sucoses fruites acabades de collir de l'arbre, que reposaven en verdes fulles. El moro, meravellat per aquest fet s'afanyà a aixecar el setge, veient en tot això un miracle de la verge cristiana a la qual va començar a tributar devoció, sense adonar-se que l'únic i vertader miracle real consistia en una galeria secreta que penetrava per les entranyes de la muntanya, sortint a una distància suficient per permetre un segur i abundant abastiment de queviures per a la fortalesa.

### L'origen del Castell de Montsoriu[36]
Un dia, el general Maüs estava defensant la terra contra forasters, però va ser ferit i va fugir pels boscos fins que va arribar a dalt d'un turó i va encendre una foguera. Llavors, el seu ajudant va veure la foguera i el va anar a rescatar. Per commemorar allò el general Maüs va fer construir un castell sobre aquell turó anomenat Montsoriu.

### La guerra dels remences[36]
Un noi, vassall del senyor de Montsoriu, es va casar amb una de les mosses més boniques de la rodalia. Com manava la llei, la noia va haver de passar la nit de després del casament amb el senyor de Montsoriu. L'endemà quan el noi va anar a buscar la seva esposa els guàrdies li van dir que el senyor encara estava dormint. Això va passar durant 3 dies i al quart, el noi va anar a buscar a la noia disposat a tot i quan el senyor li va entregar la noia, el jove va travessar el cor del senyor amb una daga sense que els guàrdies poguessin fer-hi res. Amb el desconcert que hi havia els acabats de casar van tornar al poble on la gent estava disposada a defensar-los. Així va ser com va començar la Guerra dels remences.